# アローバース
アローバース（Arrowverse）は、The CWのテレビシリーズを中心とした様々な媒体の作品から成るDCコミックス原作のフランチャイズ及びシェアード・ユニバース。その世界観は無数の並行世界を含有するマルチバースであり、アローバースに属すものとしては制作されていない作品との繋がりも持つ。
テレビシリーズは通常、毎年秋頃から翌年春頃にかけて放送され、冬頃には複数の作品・複数のエピソードから紡がれる1本の長編〈クロスオーバー・イベント〉が展開される。作品の垣根を越えるクロスオーバーはこの他にも、物語の随所で実施されている。

## 呼称
「アローバース」という呼称は、2012年10月10日に放送を開始した『ARROW/アロー』からフランチャイズが拡大したことに由来している。
2012年頃は、映画ではサム・ライミ監督の『スパイダーマン』やクリストファー・ノーラン監督の『ダークナイト』、そして『アイアンマン』から始まるマーベル・シネマティック・ユニバースが成功を収めていたとは云え、テレビで成功を収めているコミック的な衣装をまとったスーパーヒーローの実写作品はない時代だった。そんな時代に『ARROW/アロー』は成功を収め、『THE FLASH/フラッシュ』や『レジェンド・オブ・トゥモロー』など多くのスーパーヒーロー作品が作られる契機となった。こうして2015年頃には、『ARROW/アロー』から始まった一連の作品に対し、「アローバース」という呼称が番組関係者や視聴者の間で用いられるようになった。
2019年、『ARROW/アロー』が8年間の物語に幕を下ろすと報じられたことで、今後のフランチャイズの呼称をどうするかという話題が持ち上がった。「フラッシュバース」や「フラローバース（Flash+Arrowvsere=Flarrowverse）」などの改称候補が出てくる中で、『ARROW/アロー』で主人公 オリバー・クイーンを演じるスティーヴン・アメルは「アローバースと呼び続けてほしい」という旨を、『THE FLASH/フラッシュ』で主人公 バリー・アレンを演じるグラント・ガスティンは「アローバースのままが公平だ」という旨を述べた。一方で、アローバースの主たる番組を放送するThe CWは、終了する『ARROW/アロー』の存在感を広告宣伝の上で薄めたいという意図からか、突如として「CWバース」という呼称を用い出した。
それから4年後、『THE FLASH/フラッシュ』も9年間の物語に幕を下ろすこととなった2023年、『THE FLASH/フラッシュ』のシーズン・ファイナル 第9話の予告映像内で「アローバース」という単語が用いられた。

## 製作

### DCコミックスの著作物の使用制限
2014年頃のアローバースでは、スーサイド・スクワッドが登場し、デッドショットやアマンダ・ウォラーといったキャラクターが大々的に扱われていた。このスーサイド・スクワッドは好評であり、メンバーにハーレイ・クインを加えることが構想されたほか、キャストからスピンオフの可能性が言及されるほどだった。しかし、DC社が2016年の映画『スーサイド・スクワッド』の公開にあたり、デッドショットやハーレイ・クインといったスーサイド・スクワッドのキャラクターの使用を制限したことで、アローバースはスーサイド・スクワッドの使用を控えざるを得なくなった。このことは結果的にキャストが数名降板する事態へと繋がった。
同様に『ARROW/アロー』の主要人物として使用されていたスレイド・ウィルソン／デスストロークも、映画（DCエクステンデッド・ユニバース）で使用する計画が立てられたことで、『ARROW/アロー』シーズン3から登場回数が激減した。
なお、映画でスレイド・ウィルソン／デスストロークを使用する計画は2019年までに中止となり、スレイド・ウィルソン／デスストロークは実写テレビシリーズ『タイタンズ』のシーズン2で使用されるようになった。この頃のアローバースでは、複数のスレイド・ウィルソンではないデスストロークと、名称をゴースト・イニシアチブに変更したスーサイド・スクワッドが登場した。
アローバースではスーサイド・スクワッドやデスストロークの件の他にも、『ARROW/アロー』シーズン3で登場予定があったテッド・コード／ブルービートルをレイ・パーマー／アトムに置き換えたり、『レジェンド・オブ・トゥモロー』シーズン1で登場予定があったアラン・スコット／グリーンランタンをレックス・タイラー／アワーマンに置き換えたりと、キャラクターが使用できなかったことで度々計画が変更になっている。とは云え、『SUPERGIRL/スーパーガール』のレックス・ルーサーのように、使用できなかったキャラクターが後に使用できるようになることもある。
DCコミックスの著作物の使用制限は、アローバース以外の作品でも起こっている。例えば、DCコミックスのバットマンを原案とするFOXの実写テレビシリーズ『GOTHAM/ゴッサム』は、バットマンの宿敵であるジョーカーに当たるキャラクターを登場させながらも、緑色の髪という象徴的なデザインと「ジョーカー」という名前を最後まで使用できなかった。また、アローバースの前身と謂えるDCコミックスのスーパーマンを原案とする実写テレビシリーズ『SMALLVILLE/ヤング・スーパーマン』は、映画側に計画があったためにブルース・ウェイン／バットマン、ゴッサム・シティ、ダイアナ・プリンス／ワンダーウーマンを使用できず、それどころかスーパーマンの物語にとって重要なクリプトンやロイス・レインすら使用できない時期もあった。

### DCエクステンデッド・ユニバースとのクロスオーバー
上述のようにテレビと映画には分断があり、ましてやアローバースとDCエクステンデッド・ユニバースのクロスオーバーなど不可能と思われていたが、2020年のクロスオーバー・イベント『クライシス・オン・インフィニット・アース』にて、グラント・ガスティン演じるアローバース版とエズラ・ミラー演じるDCエクステンデッド・ユニバース版の二人のバリー・アレン／フラッシュが邂逅を果たした。
二人のバリー・アレンを邂逅させるという案は、制作が進められていた映画『ザ・フラッシュ』の会議で発案されたもので、クロスオーバー・イベントの撮影を既に済ませていたアローバース側にとっては突然の提案だった。
二人のバリー・アレンの邂逅について、アローバースの製作を統括するグレッグ・バーランティは「新しい時代の始まりのように感じる」と述べ、DC映画の責任者であるウォルター・ハマダは「今後はこのようなことが増える」と述べた。
もっとも、クロスオーバー・イベント『クライシス・オン・インフィニット・アース』が放送された年でもアローバースはグリーンランタンの使用を認められなかった。また、2021年の配信作品『ジャスティス・リーグ:ザック・スナイダーカット』も、グリーンランタンの使用を認められず、グリーンランタンを与える予定だった役割をマーシャン・マンハンターに置き換える羽目になった。

## 作品
| 形式                  | リリース                | 作品名                                                      |
| --------------------- | ----------------------- | ----------------------------------------------------------- |
| 実写テレビ シリーズ   | 2012/10/10 - 2020/01/28 | ARROW/アロー                                                |
| 実写テレビ シリーズ   | 2014/10/07 - 2023/05/24 | THE FLASH/フラッシュ                                        |
| 実写テレビ シリーズ   | 2015/10/26 - 2021/11/09 | SUPERGIRL/スーパーガール                                    |
| 実写テレビ シリーズ   | 2016/01/21 - 2022/03/02 | レジェンド・オブ・トゥモロー                                |
| 実写テレビ シリーズ   | 2018/01/16 - 2021/05/24 | ブラックライトニング                                        |
| 実写テレビ シリーズ   | 2019/10/06 - 2022/03/02 | BATWOMAN/バットウーマン                                     |
| 実写テレビ シリーズ   | 2020/05/18 - 2022/12/07 | スターガール                                                |
| 実写テレビ シリーズ   | 2021/02/23 - 現在       | スーパーマン＆ロイス                                        |
| アニメウェブ シリーズ | 2015/08/25 - 2016/11/18 | VIXEN/ビクセン                                              |
| アニメウェブ シリーズ | 2017/12/08 - 2018/07/19 | フリーダム・ファイターズ：ザ・レイ                          |
| コミック              | 2012/07/13              | Test Drive                                                  |
| コミック              | 2012/10/10 - 2013/06/12 | ARROW                                                       |
| コミック              | 2014/09/01 - 2015/07/20 | ARROW: SEASON 2.5                                           |
| コミック              | 2014/09/08 - 2015/07/27 | THE FLASH: SEASON ZERO                                      |
| コミック              | 2016/01/13 - 2016/06/15 | ARROW: THE DARK ARCHER                                      |
| コミック              | 2016/01/25 - 2016/07/10 | ADVENTURES OF SUPERGIRL                                     |
| コミック              | 2019/12/15 - 2020/01/19 | CRISIS ON INFINITE EARTHS GIANT                             |
| コミック              | 2021/06/08              | Date Night                                                  |
| コミック              | 2022/04/05 - 2022/06/21 | EARTH-PRIME                                                 |
| 小説                  | 2016/02/23              | ARROW: VENGEANCE                                            |
| 小説                  | 2016/11/29              | THE FLASH: THE HAUNTING OF BARRY ALLEN                      |
| 小説                  | 2017/03/28              | ARROW: A GENERATION OF VIPERS                               |
| 小説                  | 2017/10/03              | THE FLASH: HOCUS POCUS                                      |
| 小説                  | 2017/11/07              | SUPERGIRL: AGE OF ATLANTIS                                  |
| 小説                  | 2018/01/30              | ARROW: FATAL LEGACIES                                       |
| 小説                  | 2018/04/03              | THE FLASH: JOHNNY QUICK                                     |
| 小説                  | 2018/05/01              | SUPERGIRL: CURSE OF THE ANCIENTS                            |
| 小説                  | 2018/08/28              | THE FLASH: CLIMATE CHANGELING                               |
| 小説                  | 2018/10/02              | THE FLASH: THE TORNADO TWINS                                |
| 小説                  | 2019/01/08              | SUPERGIRL: MASTER OF ILLUSION                               |
| 小説                  | 2019/08/13              | THE FLASH: GREEN ARROW'S PERFECT SHOT (CROSSOVER CRISIS #1) |
| 小説                  | 2020/05/26              | THE FLASH: SUPERGIRL'S SACRIFICE (CROSSOVER CRISIS #2)      |
| 小説                  | 2021/03/23              | THE FLASH: THE LEGENDS OF FOREVER (CROSSOVER CRISIS #3)     |
| ブログ                | 2015/02/24 - 2020/03/22 | THE CHRONICLES OF CISCO                                     |
| 短編映像              | 2013/11/06 - 2013/12/11 | BLOOD RUSH                                                  |
| 短編映像              | 2015/04/13              | Superhero Fight Club                                        |
| 短編映像              | 2015/10/08 - 2015/10/20 | Guitar Hero Challenge                                       |
| 短編映像              | 2016/04/19 - 2016/05/10 | CHRONICLES OF CISCO: Entry 0419                             |
| 短編映像              | 2016/09/29              | Superhero Fight Club 2.0                                    |
| 短編映像              | 2017/10/02              | Super Season "Big Belly Burger"                             |
| 短編映像              | 2017/11/14 - 2017/12/05 | STRETCHED SCENE                                             |
| 短編映像              | 2018/01/08              | Suit Up                                                     |
| 短編映像              | 2020/03/11 - 2020/03/23 | Mister Parker's CUL DE SAC                                  |
| アニメ特番            | 2021/12/01              | Beebo Saves Christmas                                       |

### 実写テレビシリーズ
| 作品名                                                | 放送                                                                              | 主人公                                                                | 主な舞台となるアース | 主な舞台となるアース |
| 作品名                                                | 放送                                                                              | 主人公                                                                | CoIE以前             | CoIE後               |
| ----------------------------------------------------- | --------------------------------------------------------------------------------- | --------------------------------------------------------------------- | -------------------- | -------------------- |
| ARROW/アロー ARROW                                    | 2012/10/10 - 2020/01/28（The CW） ※シーズン8で完結                                | - オリバー・クイーン                                                  | アース1              | アース・プライム     |
| THE FLASH/フラッシュ THE FLASH                        | 2014/10/07 - 2023/5/24 ※シーズン9で完結                                           | - バリー・アレン                                                      | アース1              | アース・プライム     |
| SUPERGIRL/スーパーガール SUPERGIRL                    | 2015/10/26 - 2016/04/18（CBS） 2016/10/10 - 2021/11/09（The CW） ※シーズン6で完結 | - カーラ・ゾー＝エル                                                  | アース38             | アース・プライム     |
| レジェンド・オブ・トゥモロー DC's LEGENDS OF TOMORROW | 2016/01/21 - 2022/03/02（The CW） ※シーズン7で打ち切り                            | - レジェンズ                                                          | アース1              | アース・プライム     |
| ブラックライトニング BLACK LIGHTNING                  | 2018/01/16 - 2021/05/24（The CW） ※シーズン4で完結                                | ジェファーソン・ピアース                                              | 独自のユニバース     | アース・プライム     |
| BATWOMAN/バットウーマン BATWOMAN                      | 2019/10/06 - 2022/03/02（The CW） ※シーズン3で打ち切り                            | - ケイト・ケイン（シーズン1） - ライアン・ワイルダー（シーズン2以降） | アース1              | アース・プライム     |
| STARGIRL                                              | 2020/05/18 - 2022/12/07（The CW） ※シーズン3で完結                                | - コートニー・ウィットモア                                            |                      | アース2              |
| スーパーマン＆ロイス SUPERMAN & LOIS                  | 2021/02/23 - 現在（The CW） ※シーズン4で完結予定                                  | - クラーク・ケント - ロイス・レイン                                   |                      | 独自のユニバース     |

ARROW/アロー
　アローバース第1作。DCコミックスの「グリーンアロー」に基づく作品。
　シリーズ開始当初、すなわちアローバース確立以前は、時間旅行もなければ超能力もない現実的な世界観を志向しており、ショーランナーが「スーパーヒーロー番組とは思っていない」と話すような作品だった。しかし、『THE FLASH/フラッシュ』放送開始前のシーズン2で超能力を、『レジェンド・オブ・トゥモロー』放送開始前のシーズン4で魔法を出すなど、段階を追ってアローバースの世界観をよりスーパーヒーローコミック的なものへと拡充していった。
　最終シーズンは、2019年〜2020年放送のシーズン8。結末には「オリバー・クイーンは新世代のヴィジランテに影響を与えた、というボイスオーバーとともに黒いブーツとマントの男が悪党を蹴散らす」といった内容も構想されていたが、『BATWOMAN/バットウーマン』が企画されたことなどの理由により没となっている。

THE FLASH/フラッシュ
　アローバース第2作。DCコミックスの「フラッシュ」に基づく作品。
　作品の計画が発表された当時、アローバースにはまだ超能力を持つキャラクターが存在していなかったため、超高速のヒーローであるフラッシュの登場の仕方については注目を集めた。
　バリー・アレンとチーム・フラッシュのシスコ・ラモンとケイトリン・スノーの3人は、本作の制作決定に先駆けて2013年10月から2014年5月放送の『ARROW/アロー』シーズン2に登場した。
　シーズン2でアローバースの世界観が無数の並行世界から成り立つマルチバースであると設定し、これが元来アローバースに属さない作品ともクロスオーバーを行なう起点となった。
　最終シーズンは、2023年放送のシーズン9。予定よりも短い話数となった為、ショーランナーのエリック・ウォレスが構想していた「ブースターゴールドも登場する『レジェンド・オブ・トゥモロー』の完結編」「『フォーエバー・ウォー』という、ブラッケスト・ナイトやジョン・ディグルの拾った緑色に輝く物体が関わるストーリーライン」「パティとジュリアンが夫婦となって再登場するエピソード」「『フラッシュ』『スターガール』『スーパーマン＆ロイス』『タイタンズ』のクロスオーバー・エピソード」などの物語は実現しなかった。

SUPERGIRL/スーパーガール
　DCコミックスの「スーパーガール」に基づく作品。
　当初はCBSの番組だったこともあってアローバースに属していなかったが、2016年3月28日放送のシーズン1 第18話「Worlds Finest」にて『THE FLASH/フラッシュ』と作品世界も放送局も越えたクロスオーバーを果たし 、The CWの番組となったシーズン2から「アース38」の物語として正式にアローバースに組み込まれた。

レジェンド・オブ・トゥモロー
　『ARROW/アロー』と『THE FLASH/フラッシュ』のスピンオフ作品。
　レジェンズは原作のDCコミックスには存在しないアローバース独自のチームで、『ARROW/アロー』や『THE FLASH/フラッシュ』の脇役・悪役、本作用に新たに創造されたキャラクター、NBCの『コンスタンティン』のキャラクターから構成されている。
　2015年8月時点では、The CWのマーク・ペドウィッツよりアローバース最後のシリーズとされていた。
　2015年のクロスオーバー・イベント『ヒーローズ・ジョイン・フォース』はこの作品の前日譚にあたる。

ブラックライトニング
　DCコミックスの「ブラックライトニング」に基づく作品。
　元々はアローバースに属さない作品だったが、クロスオーバー・イベント『クライシス・オン・インフィニット・アース』を機に、2019年12月9日放送のシーズン3 第9話をもってアローバースに組み込まれた。
　ただし、同じThe CWの番組ではあったため、The CWのプロモーション映像では以前から他の作品のヒーローたちと共演している。

BATWOMAN/バットウーマン
　DCコミックスの「バットウーマン」に基づく作品。
　『レジェンド・オブ・トゥモロー』ぶりのアローバースの新作実写テレビシリーズとして制作された作品で、『ARROW/アロー』最終シーズンと同じ年に放送が始まった。
　ケイト・ケインは、パイロット・エピソードの制作に先駆けて2018年のクロスオーバー・イベント『エルスワールド』に登場した。この時のケイト・ケインは時系列的に『BATWOMAN/バットウーマン』シーズン1 第4話「Who Are You?」より後のケイト・ケインである。
　ケイト・ケイン役のルビー・ローズの降板に伴い、ライアン・ワイルダーが主人公となった。ライアン・ワイルダーは本作のために創造されたキャラクターで、これを機に原作コミックスにも導入された。

スターガール
　DCコミックスの「スターガール」に基づく作品。
　番組開始前に放送されたクロスオーバー・イベント『クライシス・オン・インフィニット・アース』にて、新生した「アース2」の物語と設定された。
　アース・プライム作品との本格的なクロスオーバーは、構想されてはいたものの、実現しなかった。一方で、劇中では『THE FLASH/フラッシュ』と同じくジョン・ウェズリー・シップ演じるジェイ・ギャリック／フラッシュが度々登場している。また、外伝コミック『アース・プライム：スターガール』の作中では、アース・プライムの住人であるマゴッグがアース2に来訪した。
　アラン・スコット／グリーンランタンの娘であるジェニー＝リン・ヘイデン／ジェイドのスピンオフの構想もあったが、これも実現しなかった。
　本作の完結後の2023年4月20日、『タイタンズ』シーズン4 第9話に本作からコートニー・ウィットモアが登場した。
スーパーマン＆ロイス
　DCコミックスの「スーパーマン」に基づく作品。
　独自のユニバースを舞台とする作品だが、元々はアース・プライムを舞台とする作品として制作されていた。舞台が独自のユニバースであると明確になったのはシーズン2 最終話になってのことであり、それまではアース・プライムが舞台とも独自のユニバースが舞台とも受け取れる内容だった。。

### 計画中止となった実写テレビシリーズ
いずれもクロスオーバー・イベント『クライシス・オン・インフィニット・アース』後に計画された。
| 作品名                                                    | 主人公                                                 | 主な舞台となるアース | 備考                           |
| --------------------------------------------------------- | ------------------------------------------------------ | -------------------- | ------------------------------ |
| グリーンアロー＆キャナリーズ GREEN ARROW AND THE CANARIES | - ミア・クイーン - ローレル・ランス - ダイナ・ドレイク | アース・プライム     | バックドア・パイロットのみ制作 |
| ペインキラー PAINKILLER                                   | - カリル・ペイン                                       | アース・プライム     | バックドア・パイロットのみ制作 |
| ワンダーガール WONDER GIRL                                | - Yara Flor                                            |                      |                                |
| ジャスティスU JUSTICE U                                   | - ジョン・ディグル                                     |                      |                                |

グリーンアロー＆キャナリーズ
　『ARROW/アロー』最終話から20年後の2040年代を舞台とした、『ARROW/アロー』のスピンオフ作品 。略称は『キャナリーズ』。
　アローバース独自の作品だが、主人公たちの拠点にクロックタワーが用いられるなど、DCコミックスの女性ヒーローチーム「バーズ・オブ・プレイ」の要素を随所に備えている。
　2020年1月21日放送の『ARROW/アロー』シーズン8 第9話「Green Arrow & The Canaries」をバックドア・パイロットとしている。
　バックドア・パイロットの放送から約一年が経った2021年1月8日に計画の中止が発表された。
ペインキラー
　『ブラックライトニング』のスピンオフ作品。
　2021年4月12日放送の『ブラックライトニング』シーズン4 第7話「Painkiller」をバックドア・パイロットとしている。
　『ブラックライトニング』最終シーズン 最終話の放送を控えた2021年5月24日に計画の中止が発表された。
ワンダーガール
　DCコミックスの「ワンダーガール （ワンダーウーマン）」に基づく作品。
　2020年11月16日に計画が発表され、翌年2月12日に計画の中止が発表された。
ジャスティスU
　『ARROW/アロー』のスピンオフ作品。未来のヒーローと成り得る5人の若きメタヒューマンたちが一流大学で潜入生活を送りながら、ジョン・ディグルによる訓練を受ける。
　2023年5月18日に計画の中止が発表された。

### アニメウェブシリーズ
| 作品名                                                       | 配信                                                | 主人公           | 主な舞台となるアース                |
| ------------------------------------------------------------ | --------------------------------------------------- | ---------------- | ----------------------------------- |
| VIXEN/ビクセン VIXEN                                         | 2015/08/25 - 2016/11/18（CW Seed） ※シーズン2で完結 | マリ・マッケイブ | CoIE以前のアース1                   |
| フリーダム・ファイターズ：ザ・レイ FREEDOM FIGHTERS: The RAY | 2017/12/08 - 2018/07/19（CW Seed） ※シーズン2で完結 | レイ・テリル     | CoIE以前のアースX CoIE以前のアース1 |

VIXEN/ビクセン
　DCコミックスの「ビクセン」に基づく作品。完結後に1本の映画にまとめたものも制作された。
　本作より後の時系列で、マリ・マッケイブが『ARROW/アロー』シーズン4 第15話「Taken」に、マリの養父 チャック・マッケイブと実姉 クアサが『レジェンド・オブ・トゥモロー』シーズン3に実写で登場している。
フリーダム・ファイターズ：ザ・レイ
　DCコミックスの「ザ・レイ」に基づく作品。完結後に1本の映画にまとめたものも制作された。
　レイ・テリルはクロスオーバー・イベント『クライシス・オン・アースX』にも実写で登場している。

### コミック
ARROW
　2012年10月10日から2013年6月12日にかけて刊行された、『ARROW/アロー』シーズン1の外伝作品。
　TPBには、『ARROW/アロー』の放送開始を控えた2012年7月13日のSDCCで配布された短編「Test Drive」がプロローグとして収録されている。
ARROW: SEASON 2.5
　2014年9月1日から2015年7月20日にかけて刊行された、『ARROW/アロー』シーズン2とシーズン3の間の出来事を描いた作品。
THE FLASH: SEASON ZERO
　2014年9月8日から2015年7月27日にかけて刊行された、『THE FLASH/フラッシュ』シーズン1を基にした作品。
ARROW: THE DARK ARCHER
　2016年1月13日から2016年6月15日にかけて刊行された、マルコム・マーリンが主人公の作品。時系列は『ARROW/アロー』シーズン3とシーズン4の間。
　脚本はマルコム・マーリン役のジョン・バロウマンとその姉 キャロル・バロウマンが手掛けた。
ADVENTURES OF SUPERGIRL
　2016年1月25日から2016年7月10日にかけて刊行された、『SUPERGIRL/スーパーガール』シーズン1の外伝作品。
CRISIS ON INFINITE EARTHS GIANT
　2019年12月15日から2020年1月19日にかけて刊行された、クロスオーバー・イベント『クライシス・オン・インフィニット・アース』の原作や本編パート2の外伝作品などを収録した書籍。
　本編パート2の外伝作品である『Paragons Rising』と『Infinite Luthor』は、ひとまとめにして2020年7月7日に『Crisis on Infinite Earths: Paragons Rising』という題で改めて出版された。

Paragons Rising
　ザ・レイ、ナイッサ、ウォリーらヒーローチームが、パライアのアンチマター・ドッペルゲンガーであるアウトキャストと戦う。一方、フェリシティはオリバーを救う手立てを探し求める中で、「オアの書」の存在を知る。
Infinite Luthor
　レックス・ルーサーが自分のドッペルゲンガーたちから「ルーサー評議会」に加わるよう勧誘されるも逆に敵対し、マルチバース中のスーパーマンが集った「スーパーマン評議会」の方に協力する。

Date Night
　2021年6月8日に発行されたアンソロジー『DC Pride』の一編で、ニア・ナルが主人公の作品。
　脚本はニア・ナル役のニコール・メインズが手掛けた。
EARTH-PRIME
　2022年4月5日から2022年6月21日にかけて刊行された、全6号のアンソロジー形式の作品。

### 短編映像
BLOOD RUSH
　2013年11月6日から2013年12月11日にかけて順次公開された、全6話の『ARROW/アロー』とBOSEのコラボ映像。
　フェリシティ・スモーク、ロイ・ハーパー、クエンティン・ランスが登場する。
Superhero Fight Club
　2015年4月13日に公開された短編映像。
　パーマー社の秘密のファイトクラブで、ヒーローとヴィランが激突する。
Guitar Hero Challenge
　2015年10月8日から2015年10月20日にかけて順次公開された、全2話のギターヒーローとのコラボ映像。
　ジョン・ディグルとアイリス・ウェストがギターヒーローで対決する。
CHRONICLES OF CISCO: Entry 0419
　2016年4月19日から2016年5月10日にかけて順次公開された全4話の短編映像。
　シスコ・ラモンがショーナ・バエズに襲われる。
Superhero Fight Club 2.0
　2016年9月29日に公開された短編映像。
　ファイトクラブで今度はグリーンアロー、フラッシュ、スーパーガールらヒーローチームの戦闘組と、フェリシティ・スモーク、シスコ・ラモンらヒーローチームの技術組が闘う。
Supergirl - Extended "Wonder Woman" Promo
　2017年5月23日に公開された、『SUPERGIRL/スーパーガール』と映画『ワンダーウーマン』のコラボ映像。
Super Season "Big Belly Burger"
　2017年10月2日に公開された、劇中の架空のハンバーガー・レストラン「ビッグベリーバーガー」の架空のCM。
STRETCHED SCENE
　2017年11月14日から2017年12月5日にかけて順次公開された、全3話の『THE FLASH/フラッシュ』とMicrosoft Surfaceのコラボ映像。
　ラルフ・ディブニー、ケイトリン・スノー、アイリス・ウエストが登場する。
Suit Up
　2018年1月8日に公開された短編映像。
　ヒーローたちがロッカールームでコスチュームに着替える。最後に当時はアローバースに組み込まれていなかった『ブラックライトニング』よりジェファーソン・ピアースも登場。
Mister Parker's CUL DE SAC
　2020年3月11日から2020年3月23日にかけて順次公開された、全5話の『レジェンド・オブ・トゥモロー』シーズン5の劇中劇。

### その他の形式・媒体
THE CHRONICLES OF CISCO
　2015年2月24日から2020年3月22日にかけて連載された、シスコ・ラモンが手掛けているというていのブログ。
　最初はTumblrで、シーズン6の頃からは『THE FLASH/フラッシュ』の番組公式INSTAGRAMで、『THE FLASH/フラッシュ』の裏話的な内容が綴られた。
Beebo Saves Christmas
　2021年12月1日に放送された、アローバースの劇中劇のキャラクター「ビーボ」のアニメーション特番。

### アローバースと関連のある作品
テレビシリーズ『超音速ヒーロー ザ・フラッシュ』（THE FLASH）
　1990年9月20日から1991年5月18日にかけて放送された、DCコミックスの「フラッシュ」に基づくCBSの実写テレビシリーズ。
　アローバースにヘンリー・アレン及びジェイ・ギャリック／フラッシュ役で出演しているジョン・ウェズリー・シップが主役のバリー・アレン／フラッシュを、ジェームズ・ジェシー／トリックスター役で出演しているマーク・ハミルが悪役のジェームズ・ジェシー／トリックスターを演じている。
　アローバースのジェームズ・ジェシー／トリックスターの若い頃の写真には、『超音速ヒーロー ザ・フラッシュ』時の画像が流用されている。
　『THE FLASH/フラッシュ』シーズン3 第9話では、ジョン・ウェズリー・シップ演じるジェイ・ギャリック／フラッシュと、マーク・ハミル演じるアース3のジェームズ・ジェシー／トリックスターの対決が描かれた。
　更にクロスオーバー・イベント『エルスワールド』では、『超音速ヒーロー ザ・フラッシュ』のバリー・アレン／フラッシュ本人もアローバースに登場を果たした。

テレビシリーズ『SMALLVILLE/ヤング・スーパーマン』（SMALLVILLE）
　2001年10月16日から2011年5月13日にかけて放送された、DCコミックスの「スーパーマン」に基づくThe WB／The CWの実写テレビシリーズ。
　The CWにおいてアローバース以前に人気を博したDCコミックス原作のテレビシリーズであり、実現こそしなかったもののシェアード・ユニバース化ないしスピンオフの計画もあった。本作の制作で培われたものはアローバースの制作に活きており、『ARROW/アロー』のショーランナーであるマーク・グッゲンハイムは「『SMALLVILLE/ヤング・スーパーマン』がなければ、『ARROW/アロー』もアローバースもなかった」と述べている。
　本作の物語は、コミック『SMALLVILLE: SEASON ELEVEN』へと続いた。そして、2019年のクロスオーバー・イベント『クライシス・オン・インフィニット・アース』では、本作と同じくトム・ウェリング演じるクラーク・ケントとエリカ・デュランス演じるロイス・レインの更にその後の姿が描かれた。
　エリカ・デュランスはアローバースにアルーラ・ゾー＝エル役でも出演している。

テレビシリーズ『アマゾン』（AMAZON）
　2012年頃に計画されていた、DCコミックスの「ワンダーウーマン」に基づくThe CWの実写テレビシリーズ。
　主人公 ダイアナを演じる役者探しが行なわれていたが、満足のいく脚本が仕上がらず、加えて『ARROW/アロー』でブラックキャナリーの物語が始まることと、『THE FLASH/フラッシュ』の企画が急速進行していたことにより、結局計画自体が中止となった。
　本作がアローバースに属す作品だったかについては、当時のアローバースはまだ『ARROW/アロー』が始まったばかりで、超能力を持つキャラクターが存在しない世界観だったこともあり、明言されていない。

テレビシリーズ『コンスタンティン』（CONSTANTINE）
　2014年10月24日から2015年2月13日にかけて放送された、DCコミックスの「ジョン・コンスタンティン」に基づくNBCの実写テレビシリーズ。
　アローバースでジョン・コンスタンティンを演じるマット・ライアンは元々、本作でジョン・コンスタンティンを演じていた。その縁でシリーズ終了後、『ARROW/アロー』シーズン4 第5話「Haunted」にジョン・コンスタンティン役で出演した。それから2年して、再び同役で『レジェンド・オブ・トゥモロー』シーズン3に数回出演し、続くシーズン4では主要キャストの一人となった。
　マット・ライアンは本作とアローバースのジョン・コンスタンティンの関連性を、「異なる作家が描いた同じDNAのキャラクター」という風に説明している。
　本作の縁により、『ジャスティス・リーグ：ダーク』などのアニメーション作品でもマット・ライアンがジョン・コンスタンティンを演じている。
映画『レゴバットマン ザ・ムービー』（THE LEGO BATMAN MOVIE）
　2017年2月9日に公開された、DCコミックスの「バットマン」に基づくアニメ映画。
　公開にあわせて、『ARROW/アロー』『THE FLASH/フラッシュ』『SUPERGIRL/スーパーガール』『レジェンド・オブ・トゥモロー』のエンドカードが特別仕様となった。
　更に、『レゴバットマン ザ・ムービー』のバットマンとアローバースのヒーローたちが共演する映像が公開された。映像内のアローバースのヒーローたちのレゴ ミニフィグは通常のDCコミックスのキャラクターのミニフィグを流用したものだが、アトムのみコミコンのイベント品として実際に作られたことのあるアローバース版デザインのミニフィグとなっている。
　・映像① - YouTube
　・映像② - YouTube

テレビシリーズ『パワーレス』（POWERLESS）
　2017年2月2日から4月20日にかけて放送された、DCコミックスに基づくNBCの実写テレビシリーズ。
　本作に登場するブルース・ウェインの従兄弟 ヴァン・ウェインに関連したイースターエッグとして、『ARROW/アロー』シーズン8 第10話に「ヴァン・ウェイン・インダストリーズ」という企業が登場した。

短編映像『Chronicles of the League』
　2017年5月25日から28日にかけて順次公開された、『ARROW/アロー』に基づく全3話の自主制作の短編映像。
　ナイッサ・アル・グール役のカトリーナ・ローとマルコム・マーリン役のジョン・バロウマンが同役を演じている。
　3話とも『ARROW/アロー』シーズン5 最終話の撮影の合間に撮影された。
　・『The Donut』
　・『Candy from Babies』
　・『An Apple A Day』

映画『ワンダーウーマン』（WONDER WOMAN）
　2017年6月2日に公開された、DCコミックスの「ワンダーウーマン」に基づく実写映画。
　『SUPERGIRL/スーパーガール』シーズン2 最終話の放送後に、『SUPERGIRL/スーパーガール』と映画『ワンダーウーマン』がコラボした映像が公開された。映像にはスーパーガール役のメリッサ・ベノイストは勿論、1976年開始の実写テレビシリーズ『ワンダーウーマン』でワンダーウーマンを演じたリンダ・カーターが出演している。
　・映像 - YouTube

テレビシリーズ『タイタンズ』（TITANS）
　2018年10月12日から2023年5月11日にかけて配信で展開された、DCコミックスの「ティーン・タイタンズ」に基づくThe CWの実写テレビシリーズ。
　シーズン4 第9話で『THE FLASH/フラッシュ』のバリー・アレンや『スターガール』のコートニー・ウィットモアの姿が描かれた。
短編映像『Cooped Up』
　2020年5月30日に公開された、『レジェンド・オブ・トゥモロー』に基づく自主制作の短編映像。
　ホークマン役のフォーク・ヘンチェルとホークガール役のシアラ・レネーが4年ぶりに同役を演じている。

テレビシリーズ『ナオミ』（NAOMI）
　2022年1月11日から5月10日にかけて放送された、DCコミックスの「ナオミ」に基づくThe CWの実写テレビシリーズ。
　アローバースと同時期に放送されたDCコミックス原作のThe CWの番組だが、グレッグ・バーランティは製作に携わっていない。

テレビシリーズ『ゴッサム・ナイツ』（GOTHAM KNIGHTS）
　2023年3月14日から6月27日にかけて放送された、DCコミックスの「バットマン」に基づくThe CWの実写テレビシリーズ。
　2022年に同名のTVゲームが発売されているが、それの実写版ではない。また、グレッグ・バーランティや『BATWOMAN/バットウーマン』の作家が製作に携わっているが、『BATWOMAN/バットウーマン』のスピンオフでもない。
　タイトルの「ゴッサム・ナイツ」とは、死んだバットマンに代わる次のゴッサム・シティの救世主となり得る主人公たちのことを指す。コミックではクライム・ファイター〈ブルーバード〉となったハーパー・ロウとその兄弟のカレン・ロウ、ジョーカーの娘を称すデュエラ、『バットマン：ダークナイト・リターンズ』版のロビンとして知られるキャリー・ケリー、犯罪者のクルーマスターを父に持つステファニー・ブラウン、梟の法廷と関わりがあるリンカーン・マーチの息子であるブロディ・マーチ、そしてバットマンの養子として番組独自に創作されたターナー・ヘイズなど、バットマンに関連するキャラクターが多数登場する。

## クロスオーバー・イベント
複数の作品・複数のエピソードから紡がれる大型クロスオーバー・エピソード。
第1弾の『フラッシュ VS アロー』は各エピソードが連続してはいないオムニバス的な内容だったが、第2弾の『ヒーローズ・ジョイン・フォース』では全2回のエピソードが明確に前後編となり、以降のクロスオーバー・イベントも各エピソードが連続した内容となった。
クロスオーバー・イベントの制作には絶大な労力を要するため、『クライシス・オン・アースX』や『クライシス・オン・インフィニット・アース』のような4番組以上が参加する規模のものは2シーズン連続では行なわれない。
『インベージョン！』以降のクロスオーバー・イベントは、全エピソードをまとめたものが単品で販売・レンタルされている。日本語版においては、いずれのクロスオーバー・イベントも各作品の本編の尺を使い、前後の物語に影響を及ぼしているにもかかわらず、『最強ヒーロー外伝』という副題が添えられている。また、『インベージョン！』をクロスオーバー第1弾とする宣伝がなされている。

### フラッシュ VS アロー
| # | 放送日     | エピソード                                                 |
| - | ---------- | ---------------------------------------------------------- |
| 1 | 2014/12/02 | 『THE FLASH/フラッシュ』シーズン1 第8話「Flash vs. Arrow」 |
| 2 | 2014/12/03 | 『ARROW/アロー』シーズン3 第8話「The Brave and the Bold」  |

前編は、アローが暴走するフラッシュと対決するエピソード。後編は、フラッシュがブーメランの殺し屋を追うアローと共闘するエピソード。
これの好評を受けて、アローバースではクロスオーバー・イベントを行なうのが毎シーズン恒例となった。

### ヒーローズ・ジョイン・フォース
| # | 放送日     | エピソード                                                  |
| - | ---------- | ----------------------------------------------------------- |
| 1 | 2015/12/01 | 『THE FLASH/フラッシュ』シーズン2 第8話「Legends of Today」 |
| 2 | 2015/12/02 | 『ARROW/アロー』シーズン4 第8話「Legends of Yesterday」     |

古代から生き続ける不死身の怪人 ヴァンダル・サベッジを、チーム・フラッシュとチーム・アロー、ホークガール、ホークマンが迎え討つ。
『レジェンド・オブ・トゥモロー』の前日譚を兼ねている。

### インベージョン！
| # | 放送日     | エピソード                                      |
| - | ---------- | ----------------------------------------------- |
| - | 2016/11/28 | 『SUPERGIRL/スーパーガール』シーズン2 第8話     |
| 1 | 2016/11/29 | 『THE FLASH/フラッシュ』シーズン3 第8話         |
| 2 | 2016/11/30 | 『ARROW/アロー』シーズン5 第8話                 |
| 3 | 2016/12/01 | 『レジェンド・オブ・トゥモロー』シーズン2 第7話 |

- 『SUPERGIRL/スーパーガール』シーズン2 第8話では、このクロスオーバー・イベントに関連した出来事が描かれている。

ドミネーターと呼ばれる凶暴な宇宙人がアース1の地球に襲来し、フラッシュとアローは地球を守るため、双方のチームとレジェンズ、そしてアース38のスーパーガールの力を結集させる。
初めて3作品以上・3エピソード以上のクロスオーバー・イベントとなったことから、「メガ・クロスオーバー」とも称された。
原案は、1980年代の同名のコミック作品。

### クライシス・オン・アースX
| # | 放送日     | エピソード                                      |
| - | ---------- | ----------------------------------------------- |
| 1 | 2017/11/27 | 『SUPERGIRL/スーパーガール』シーズン3 第8話     |
| 2 | 2017/11/27 | 『ARROW/アロー』シーズン6 第8話                 |
| 3 | 2017/11/28 | 『THE FLASH/フラッシュ』シーズン4 第8話         |
| 4 | 2017/11/28 | 『レジェンド・オブ・トゥモロー』シーズン3 第8話 |

ナチスに支配されたアースXの邪悪なアローとスーパーガールが、リバースフラッシュと共にナチスの侵略部隊を率いてアース1に現れる。
原案は、1970年代のコミック『Justice League of America』のエピソード。
『フリーダム・ファイターズ：ザ・レイ』は、このクロスオーバー・イベントの外伝的な作品である。

### エルスワールド
| # | 放送日     | エピソード                                  |
| - | ---------- | ------------------------------------------- |
| 1 | 2018/12/09 | 『THE FLASH/フラッシュ』シーズン5 第9話     |
| 2 | 2018/12/10 | 『ARROW/アロー』シーズン7 第9話             |
| 3 | 2018/12/11 | 『SUPERGIRL/スーパーガール』シーズン4 第9話 |

現実が改変され、オリバーがフラッシュに、バリーがグリーンアローに入れ替わる。
放送開始前の『BATWOMAN/バットウーマン』の主人公 ケイト・ケイン／バットウーマンと、『スーパーマン＆ロイス』の主人公 ロイス・レインが初登場を果たし、アローバースで初めてゴッサム・シティの様子が描かれた。
イベント名の由来は、正史とは異なるもしもの世界を舞台としたコミック作品群「エルスワールド」。イベント名には「アイデンティティ・クライシス」という名も検討されたが、これと同名のコミック作品では内容がまったく異なるために没となった。

### クライシス・オン・インフィニット・アース
| # | 放送日     | エピソード                                                    |
| - | ---------- | ------------------------------------------------------------- |
| 1 | 2019/12/08 | 『SUPERGIRL/スーパーガール』シーズン5 第9話                   |
| 2 | 2019/12/09 | 『BATWOMAN/バットウーマン』シーズン1 第9話                    |
| - | 2019/12/09 | 『ブラックライトニング』シーズン3 第9話                       |
| 3 | 2019/12/10 | 『THE FLASH/フラッシュ』シーズン6 第9話                       |
| 4 | 2020/01/14 | 『ARROW/アロー』シーズン8 第8話                               |
| 5 | 2020/01/14 | 『レジェンド・オブ・トゥモロー』シーズン5 特別回（通算第1話） |

- 『ARROW/アロー』シーズン8 第1話 - 第7話、『THE FLASH/フラッシュ』シーズン6 第1話 - 第8話、『SUPERGIRL/スーパーガール』シーズン5 第1話 - 第8話、『ブラックライトニング』シーズン3 第9話では、このクロスオーバー・イベントに関連した出来事が描かれている[135][136][137][138]。
- 外伝作品として、コミック『CRISIS ON INFINITE EARTHS GIANT』が刊行されている。

無限の世界が消滅していく危機を前に、あらゆる世界のスーパーヒーローたちが集結する。
原案は、DCコミックスにおいて史上最大規模のクロスオーバーとDCユニバースの一大改変を行なった1980年代の同名作品。アローバース版も同様に、従来のアローバース作品に加え、アローバース以外の『ブラックライトニング』、『怪鳥人間バットマン』、『バットマン（1989年版）』、『超音速ヒーロー ザ・フラッシュ』、『ゴッサム・シティ・エンジェル』、『SMALLVILLE/ヤング・スーパーマン』、『スーパーマン リターンズ』、『LUCIFER/ルシファー』、『タイタンズ』、『ドゥーム・パトロール』、『スワンプシング（2019年版）』、そしてDCエクステンデッド・ユニバースも関わるDCコミックスの映像作品史上最大規模のクロスオーバーとなっているほか、複数の世界が融合した新世界「アース・プライム」が誕生する内容となっている。
制作にあたっては、『バットマン：ザ・アニメイテッド・シリーズ』などで長年ブルース・ウェイン／バットマンの声優を務めてきたケヴィン・コンロイをはじめ、数多くのDCコミックス作品の俳優が出演を依頼された。また、このクロスオーバー・イベントで初登場するライアン・チョイ（原案はDCコミックスの「アトム」）を演じるオスリック・チャウは、2014年頃にThe CWにライアン・チョイを主役とするテレビシリーズの企画を自ら持ち込んでいた人物である。
実現しなかったものの、コンスタンティンとスワンプシングのチームアップや、『GOTHAM/ゴッサム』『クリプトン』とのクロスオーバー、『クリプトン』でスーパーマンの祖父 セグ＝エルを演じたキャメロン・カフの出演、更には幻の映画『Superman Lives』のスーパーマンを演じる予定だったニコラス・ケイジの出演なども構想されていた。
『LUCIFER/ルシファー』のショーランナーのジョー・ヘンダーソンは、同番組がアローバースとクロスオーバーすることを以前から切望していた人物で、後にルシファーとジョン・コンスタンティンのクロスオーバー・エピソードのアイディアがあることを仄めかしている。

## 展開①｜2012.07–2013.06（アロー放送開始）

### 作品
| リリース                | 作品名                    | 形式               |
| ----------------------- | ------------------------- | ------------------ |
| 2012/07/13              | Test Drive                | コミック           |
| 2012/10/10 - 2013/05/15 | ARROW/アロー〈シーズン1〉 | 実写テレビシリーズ |
| 2012/10/10 - 2013/06/12 | ARROW                     | コミック           |

### エピソード一覧
| 放送日     | 作品名 | シーズン数 | 話数   | タイトル                     | 日本語版タイトル |
| ---------- | ------ | ---------- | ------ | ---------------------------- | ---------------- |
| 2012/10/10 | アロー | シーズン1  | 第1話  | Pilot                        | 汚れた街         |
| 2012/10/17 | アロー | シーズン1  | 第2話  | Honor Thy Father             | 父への誓い       |
| 2012/10/24 | アロー | シーズン1  | 第3話  | Lone Gunmen                  | 凶弾             |
| 2012/10/31 | アロー | シーズン1  | 第4話  | An Innocent Man              | 交錯する想い     |
| 2012/11/07 | アロー | シーズン1  | 第5話  | Damaged                      | 傷痕             |
| 2012/11/14 | アロー | シーズン1  | 第6話  | Legacies                     | 正すべきもの     |
| 2012/11/28 | アロー | シーズン1  | 第7話  | Muse of Fire                 | 復讐の女神       |
| 2012/12/05 | アロー | シーズン1  | 第8話  | Vendetta                     | 歪んだ心         |
| 2012/12/12 | アロー | シーズン1  | 第9話  | Year's End                   | 新たな闇         |
| 2013/01/16 | アロー | シーズン1  | 第10話 | Burned                       | 憎しみの炎       |
| 2013/01/23 | アロー | シーズン1  | 第11話 | Trust but Verify             | 信じるということ |
| 2013/01/30 | アロー | シーズン1  | 第12話 | Vertigo                      | ヴァーティゴ     |
| 2013/02/06 | アロー | シーズン1  | 第13話 | Betrayal                     | 揺らぐ絆         |
| 2013/02/13 | アロー | シーズン1  | 第14話 | The Odyssey                  | オデュッセイア   |
| 2013/02/20 | アロー | シーズン1  | 第15話 | Dodger                       | 盗まれた宝物     |
| 2013/02/27 | アロー | シーズン1  | 第16話 | Dead to Rights               | 暗殺依頼         |
| 2013/03/20 | アロー | シーズン1  | 第17話 | The Huntress Returns         | 女神の暴走       |
| 2013/03/27 | アロー | シーズン1  | 第18話 | Salvation                    | 救世主           |
| 2013/04/03 | アロー | シーズン1  | 第19話 | Unfinished Business          | 使命と友情       |
| 2013/04/24 | アロー | シーズン1  | 第20話 | Home Invasion                | 二つの道         |
| 2013/05/01 | アロー | シーズン1  | 第21話 | The Undertaking              | 密議             |
| 2013/05/08 | アロー | シーズン1  | 第22話 | Darkness on the Edge of Town | 迫りくる悪夢     |
| 2013/05/15 | アロー | シーズン1  | 第23話 | Sacrifice                    | 犠牲             |

## 展開②｜2013.10–2014.05（バリー・アレン登場）

### 作品
| リリース                | 作品名                    | 形式               |
| ----------------------- | ------------------------- | ------------------ |
| 2013/10/09 - 2014/05/14 | ARROW/アロー〈シーズン2〉 | 実写テレビシリーズ |
| 2013/11/06 - 2013/12/11 | BLOOD RUSH                | 短編映像           |

### クロスオーバー

#### バリー・アレンの先行登場
該当エピソード：『ARROW/アロー』シーズン2 第8話・第9話
『THE FLASH/フラッシュ』の制作決定に先駆けて、グラント・ガスティン演じるバリー・アレンが登場するエピソード。
超高速の能力を持ったフラッシュを『ARROW/アロー』の世界観に導入することについて、The CWの社長 マーク・ペドウィッツは「（少なくとも最初は）バリー・アレンは超能力を有していないかもしれない」と説明し、クライスバーグは「超能力が当たり前になるわけではない」と説明した。

#### シスコ・ラモンとケイトリン・スノーの先行登場
該当エピソード：『ARROW/アロー』シーズン2 第19話
『THE FLASH/フラッシュ』の制作決定に先駆けて、カルロス・バルデス演じるシスコ・ラモンとダニエル・パナベイカー演じるケイトリン・スノーが登場するエピソード。

### エピソード一覧
| 放送日     | 作品名 | シーズン数 | 話数   | タイトル                 | 日本語版タイトル       |
| ---------- | ------ | ---------- | ------ | ------------------------ | ---------------------- |
| 2013/10/09 | アロー | シーズン2  | 第1話  | City of Heroes           | 再生                   |
| 2013/10/16 | アロー | シーズン2  | 第2話  | Identity                 | 光と闇                 |
| 2013/10/23 | アロー | シーズン2  | 第3話  | Broken Dolls             | 守るべきもの           |
| 2013/10/30 | アロー | シーズン2  | 第4話  | Crucible                 | 運命の歯車             |
| 2013/11/06 | アロー | シーズン2  | 第5話  | League of Assassins      | リーグ・オブ・アサシン |
| 2013/11/13 | アロー | シーズン2  | 第6話  | Keep Your Enemies Closer | 誰がために             |
| 2013/11/20 | アロー | シーズン2  | 第7話  | State v. Queen           | 評決の行方             |
| 2013/12/04 | アロー | シーズン2  | 第8話  | The Scientist            | 来訪者                 |
| 2013/12/11 | アロー | シーズン2  | 第9話  | Three Ghosts             | 過去からの亡霊         |
| 2014/01/15 | アロー | シーズン2  | 第10話 | Blast Radius             | 不協和音               |
| 2014/01/22 | アロー | シーズン2  | 第11話 | Blind Spot               | 知り過ぎた女           |
| 2014/01/29 | アロー | シーズン2  | 第12話 | Tremors                  | 新たな仲間             |
| 2014/02/05 | アロー | シーズン2  | 第13話 | Heir to the Demon        | 再会と離別             |
| 2014/02/26 | アロー | シーズン2  | 第14話 | Time of Death            | 始めた時間             |
| 2014/03/05 | アロー | シーズン2  | 第15話 | The Promise              | 誓い                   |
| 2014/03/19 | アロー | シーズン2  | 第16話 | Suicide Squad            | スーサイド・スクワッド |
| 2014/03/26 | アロー | シーズン2  | 第17話 | Birds of Prey            | 復讐の終焉             |
| 2014/04/02 | アロー | シーズン2  | 第18話 | Deathstroke              | デスストローク         |
| 2014/04/16 | アロー | シーズン2  | 第19話 | The Man Under the Hood   | フードの下の素顔       |
| 2014/04/23 | アロー | シーズン2  | 第20話 | Seeing Red               | 選択の代償             |
| 2014/04/30 | アロー | シーズン2  | 第21話 | City of Blood            | ブラッドの正体         |
| 2014/05/07 | アロー | シーズン2  | 第22話 | Streets of Fire          | 破滅への序曲           |
| 2014/05/14 | アロー | シーズン2  | 第23話 | Unthinkable              | 決戦の時               |

## 展開③｜2014.09–2015.07（フラッシュ VS アロー放送）

### 作品
| リリース                | 作品名                            | 形式               |
| ----------------------- | --------------------------------- | ------------------ |
| 2014/09/01 - 2015/07/20 | ARROW: SEASON 2.5                 | コミック           |
| 2014/10/07 - 2015/05/19 | THE FLASH/フラッシュ〈シーズン1〉 | 実写テレビシリーズ |
| 2014/10/08 - 2014/05/13 | ARROW/アロー〈シーズン3〉         | 実写テレビシリーズ |
| 2015/04/13              | Superhero Fight Club              | 短編映像           |

### エピソード一覧
| 放送日     | 作品名     | シーズン数 | 話数   | タイトル                            | 日本語版タイトル           |
| ---------- | ---------- | ---------- | ------ | ----------------------------------- | -------------------------- |
| 2014/10/07 | フラッシュ | シーズン1  | 第1話  | Pilot                               | 誕生                       |
| 2014/10/08 | アロー     | シーズン3  | 第1話  | The Calm                            | 再出発                     |
| 2014/10/14 | フラッシュ | シーズン1  | 第2話  | Fastest Man Alive                   | 地上最速の男               |
| 2014/10/15 | アロー     | シーズン3  | 第2話  | Sara                                | サラ                       |
| 2014/10/21 | フラッシュ | シーズン1  | 第3話  | Things You Can't Outrun             | 戻れない過去               |
| 2014/10/22 | アロー     | シーズン3  | 第3話  | Corto Maltese                       | 家族の絆                   |
| 2014/10/28 | フラッシュ | シーズン1  | 第4話  | Going Rogue                         | キャプテン・コールド       |
| 2014/10/29 | アロー     | シーズン3  | 第4話  | The Magician                        | 宿敵との再会               |
| 2014/11/05 | アロー     | シーズン3  | 第5話  | The Secret Origin of Felicity Smoak | フェリシティの過去         |
| 2014/11/11 | フラッシュ | シーズン1  | 第5話  | Plastique                           | 人間兵器                   |
| 2014/11/12 | アロー     | シーズン3  | 第6話  | Guilty                              | 罪の意識                   |
| 2014/11/18 | フラッシュ | シーズン1  | 第6話  | The Flash is Born                   | その名はフラッシュ         |
| 2014/11/19 | アロー     | シーズン3  | 第7話  | Draw Back Your Bow                  | 執着                       |
| 2014/11/25 | フラッシュ | シーズン1  | 第7話  | Power Outage                        | 失われた力                 |
| 2014/12/02 | フラッシュ | シーズン1  | 第8話  | Flash vs. Arrow                     | フラッシュ VS アロー       |
| 2014/12/03 | アロー     | シーズン3  | 第8話  | The Brave and the Bold              | アローvsフラッシュ         |
| 2014/12/09 | フラッシュ | シーズン1  | 第9話  | The Man in the Yellow Suit          | 黄色い閃光                 |
| 2014/12/10 | アロー     | シーズン3  | 第9話  | The Climb                           | ラーズ・アル・グール       |
| 2015/01/20 | フラッシュ | シーズン1  | 第10話 | Revenge of the Rogues               | 強敵、再び                 |
| 2015/01/21 | アロー     | シーズン3  | 第10話 | Left Behind                         | 残された仲間               |
| 2015/01/27 | フラッシュ | シーズン1  | 第11話 | The Sound and the Fury              | 過去の亡霊                 |
| 2015/01/28 | アロー     | シーズン3  | 第11話 | Midnight City                       | 今そこにある危機           |
| 2015/02/03 | フラッシュ | シーズン1  | 第12話 | Crazy for You                       | 父と息子                   |
| 2015/02/04 | アロー     | シーズン3  | 第12話 | Uprising                            | 21年前の真実               |
| 2015/02/10 | フラッシュ | シーズン1  | 第13話 | The Nuclear Man                     | ２人の閃光                 |
| 2015/02/11 | アロー     | シーズン3  | 第13話 | Canaries                            | 2人のカナリア              |
| 2015/02/17 | フラッシュ | シーズン1  | 第14話 | Fallout                             | ファイヤーストーム         |
| 2015/02/18 | アロー     | シーズン3  | 第14話 | The Return                          | リアン・ユー               |
| 2015/02/25 | アロー     | シーズン3  | 第15話 | Nanda Parbat                        | ナンダ・パルバット         |
| 2015/03/17 | フラッシュ | シーズン1  | 第15話 | Out of Time                         | 告白                       |
| 2015/03/18 | アロー     | シーズン3  | 第16話 | The Offer                           | 悪魔からの誘い             |
| 2015/03/24 | フラッシュ | シーズン1  | 第16話 | Rogue Time                          | 巻き戻せない時間           |
| 2015/03/25 | アロー     | シーズン3  | 第17話 | Suicidal Tendencies                 | 狂気と正義                 |
| 2015/03/31 | フラッシュ | シーズン1  | 第17話 | Tricksters                          | トリックスター             |
| 2015/04/01 | アロー     | シーズン3  | 第18話 | Public Enemy                        | 街の敵                     |
| 2015/04/14 | フラッシュ | シーズン1  | 第18話 | All Star Team Up                    | アトム参戦                 |
| 2015/04/15 | アロー     | シーズン3  | 第19話 | Broken Arrow                        | 共同戦線                   |
| 2015/04/21 | フラッシュ | シーズン1  | 第19話 | Who is Harrison Wells?              | ウェルズ博士の正体         |
| 2015/04/22 | アロー     | シーズン3  | 第20話 | The Fallen                          | 交換条件                   |
| 2015/04/28 | フラッシュ | シーズン1  | 第20話 | The Trap                            | リバース・フラッシュ       |
| 2015/04/29 | アロー     | シーズン3  | 第21話 | Al Sah-him                          | アル・サーヒム             |
| 2015/05/05 | フラッシュ | シーズン1  | 第21話 | Grodd Lives                         | グロッド                   |
| 2015/05/06 | アロー     | シーズン3  | 第22話 | This Is Your Sword                  | 決死の作戦                 |
| 2015/05/12 | フラッシュ | シーズン1  | 第22話 | Rogue Air                           | ライバルの罠               |
| 2015/05/13 | アロー     | シーズン3  | 第23話 | My Name Is Oliver Queen             | 俺の名はオリバー・クイーン |
| 2015/05/19 | フラッシュ | シーズン1  | 第23話 | Fast Enough                         | 過去との決別               |

## 展開④｜2015.08–2016.07（ヒーローズ・ジョイン・フォース放送）

### 作品
| リリース                | 作品名                                    | 形式                 |
| ----------------------- | ----------------------------------------- | -------------------- |
| 2015/08/25 - 2015/09/29 | Vixen/ビクセン〈シーズン1〉               | アニメウェブシリーズ |
| 2015/10/06 - 2016/05/24 | THE FLASH/フラッシュ〈シーズン2〉         | 実写テレビシリーズ   |
| 2015/10/07 - 2016/05/25 | ARROW/アロー〈シーズン4〉                 | 実写テレビシリーズ   |
| 2015/10/08 - 2015/10/20 | Guitar Hero Challenge                     | 短編映像             |
| 2015/10/26 - 2016/04/18 | SUPERGIRL/スーパーガール〈シーズン1〉     | 実写テレビシリーズ   |
| 2016/01/13 - 2016/06/15 | ARROW: THE DARK ARCHER                    | コミック             |
| 2016/01/21 - 2016/05/19 | レジェンド・オブ・トゥモロー〈シーズン1〉 | 実写テレビシリーズ   |
| 2016/01/25 - 2016/07/10 | ADVENTURES OF SUPERGIRL                   | コミック             |
| 2016/02/23              | ARROW: VENGEANCE                          | 小説                 |
| 2016/04/19 - 2016/05/10 | CHRONICLES OF CISCO: Entry 0419           | 短編映像             |

### クロスオーバー

#### ワールズ・ファイネスト
該当エピソード：『SUPERGIRL/スーパーガール』シーズン1 第18話
CBSの番組でアローバースに属していなかった『SUPERGIRL/スーパーガール』が、『THE FLASH/フラッシュ』と放送局も作品世界も越えたクロスオーバーをするエピソード 。

### エピソード一覧
| 放送日     | 作品名                       | シーズン数 | 話数   | タイトル                            | 日本語版タイトル               |
| ---------- | ---------------------------- | ---------- | ------ | ----------------------------------- | ------------------------------ |
| 2015/10/06 | フラッシュ                   | シーズン2  | 第1話  | The Man Who Saved Central City      | 新たな脅威                     |
| 2015/10/07 | アロー                       | シーズン4  | 第1話  | Green Arrow                         | グリーンアロー                 |
| 2015/10/13 | フラッシュ                   | シーズン2  | 第2話  | Flash of Two Worlds                 | もう一人のフラッシュ           |
| 2015/10/14 | アロー                       | シーズン4  | 第2話  | The Candidate                       | 希望と勇気                     |
| 2015/10/20 | フラッシュ                   | シーズン2  | 第3話  | Family of Rogues                    | 家族の呪縛                     |
| 2015/10/21 | アロー                       | シーズン4  | 第3話  | Restoration                         | よみがえり                     |
| 2015/10/26 | スーパーガール               | シーズン1  | 第1話  | Pilot                               | ガールズ・ビー・アンビシャス   |
| 2015/10/27 | フラッシュ                   | シーズン2  | 第4話  | The Fury of Firestorm               | ヒーローの資質                 |
| 2015/10/28 | アロー                       | シーズン4  | 第4話  | Beyond Redemption                   | 心をひとつに                   |
| 2015/11/02 | スーパーガール               | シーズン1  | 第2話  | Stronger Together                   | ステップ・バイ・ステップ       |
| 2015/11/03 | フラッシュ                   | シーズン2  | 第5話  | The Darkness and the Light          | もう一人の自分                 |
| 2015/11/04 | アロー                       | シーズン4  | 第5話  | Haunted                             | コンスタンティン               |
| 2015/11/09 | スーパーガール               | シーズン1  | 第3話  | Fight or Flight                     | マイウェイ                     |
| 2015/11/10 | フラッシュ                   | シーズン2  | 第6話  | Enter Zoom                          | ズーム襲来                     |
| 2015/11/11 | アロー                       | シーズン4  | 第6話  | Lost Souls                          | すれ違う心                     |
| 2015/11/16 | スーパーガール               | シーズン1  | 第4話  | Livewire                            | ヒーローテスト                 |
| 2015/11/17 | フラッシュ                   | シーズン2  | 第7話  | Gorilla Warfare                     | 失った自信                     |
| 2015/11/18 | アロー                       | シーズン4  | 第7話  | Brotherhood                         | 兄弟                           |
| 2015/11/23 | スーパーガール               | シーズン1  | 第5話  | How Does She Do It?                 | ファミリー・シークレット       |
| 2015/11/30 | スーパーガール               | シーズン1  | 第6話  | Red Faced                           | レッド・トルネード             |
| 2015/12/01 | フラッシュ                   | シーズン2  | 第8話  | Legends of Today                    | レジェンド・オブ・トゥデイ     |
| 2015/12/02 | アロー                       | シーズン4  | 第8話  | Legends of Yesterday                | レジェンド・オブ・イエスタデイ |
| 2015/12/07 | スーパーガール               | シーズン1  | 第7話  | Human For a Day                     | トゥルーヒーロー               |
| 2015/12/08 | フラッシュ                   | シーズン2  | 第9話  | Running to Stand Still              | クリスマスの悪夢               |
| 2015/12/09 | アロー                       | シーズン4  | 第9話  | Dark Waters                         | 宣戦布告                       |
| 2015/12/14 | スーパーガール               | シーズン1  | 第8話  | Hostile Takeover                    | アストラ・クライシス           |
| 2016/01/04 | スーパーガール               | シーズン1  | 第9話  | Blood Bonds                         | ブラッド・オブ・“EL”           |
| 2016/01/18 | スーパーガール               | シーズン1  | 第10話 | Childish Things                     | トイマン                       |
| 2016/01/19 | フラッシュ                   | シーズン2  | 第10話 | Potential Energy                    | ウェルズの決断                 |
| 2016/01/20 | アロー                       | シーズン4  | 第10話 | Blood Debts                         | アナーキー                     |
| 2016/01/21 | レジェンド・オブ・トゥモロー | シーズン1  | 第1話  | Pilot, Part 1                       | 未来の危機                     |
| 2016/01/25 | スーパーガール               | シーズン1  | 第11話 | Strange Visitor From Another Planet | マーシャン・マンハンター       |
| 2016/01/26 | フラッシュ                   | シーズン2  | 第11話 | The Reverse-Flash Returns           | リバース・フラッシュ、再び     |
| 2016/01/27 | アロー                       | シーズン4  | 第11話 | A.W.O.L.                            | 本当の自分                     |
| 2016/01/28 | レジェンド・オブ・トゥモロー | シーズン1  | 第2話  | Pilot, Part 2                       | 尊い犠牲                       |
| 2016/02/01 | スーパーガール               | シーズン1  | 第12話 | Bizarro                             | ビザロ                         |
| 2016/02/02 | フラッシュ                   | シーズン2  | 第12話 | Fast Lane                           | 葛藤                           |
| 2016/02/03 | アロー                       | シーズン4  | 第12話 | Unchained                           | ロータス                       |
| 2016/02/04 | レジェンド・オブ・トゥモロー | シーズン1  | 第3話  | Blood Ties                          | 血の儀式                       |
| 2016/02/08 | スーパーガール               | シーズン1  | 第13話 | For the Girl Who Has Everything     | ロスト・ファミリー             |
| 2016/02/09 | フラッシュ                   | シーズン2  | 第13話 | Welcome to Earth-2                  | アース2                        |
| 2016/02/10 | アロー                       | シーズン4  | 第13話 | Sins of the Father                  | 父親の罪                       |
| 2016/02/11 | レジェンド・オブ・トゥモロー | シーズン1  | 第4話  | White Knights                       | 冷戦の産物                     |
| 2016/02/16 | フラッシュ                   | シーズン2  | 第14話 | Escape from Earth-2                 | アース2からの帰還              |
| 2016/02/17 | アロー                       | シーズン4  | 第14話 | Code of Silence                     | 愛と嘘                         |
| 2016/02/18 | レジェンド・オブ・トゥモロー | シーズン1  | 第5話  | Fail-Safe                           | 運命の決断                     |
| 2016/02/22 | スーパーガール               | シーズン1  | 第14話 | Truth, Justice and the American Way | ジャスティス                   |
| 2016/02/23 | フラッシュ                   | シーズン2  | 第15話 | King Shark                          | キング・シャーク               |
| 2016/02/24 | アロー                       | シーズン4  | 第15話 | Taken                               | 誘拐                           |
| 2016/02/25 | レジェンド・オブ・トゥモロー | シーズン1  | 第6話  | Star City 2046                      | スター・シティ2046             |
| 2016/02/29 | スーパーガール               | シーズン1  | 第15話 | Solitude                            | ファイナル・カウントダウン     |
| 2016/03/03 | レジェンド・オブ・トゥモロー | シーズン1  | 第7話  | Marooned                            | 裏切り                         |
| 2016/03/10 | レジェンド・オブ・トゥモロー | シーズン1  | 第8話  | Night of the Hawk                   | 潜入作戦                       |
| 2016/03/14 | スーパーガール               | シーズン1  | 第16話 | Falling                             | レッド・クリプトナイト         |
| 2016/03/21 | スーパーガール               | シーズン1  | 第17話 | Manhunter                           | マン・フロム・マーズ           |
| 2016/03/22 | フラッシュ                   | シーズン2  | 第16話 | Trajectory                          | スピードの果てに               |
| 2016/03/23 | アロー                       | シーズン4  | 第16話 | Broken Hearts                       | 別れ                           |
| 2016/03/28 | スーパーガール               | シーズン1  | 第18話 | Worlds Finest                       | フラッシュ                     |
| 2016/03/29 | フラッシュ                   | シーズン2  | 第17話 | Flash Back                          | フラッシュバック               |
| 2016/03/30 | アロー                       | シーズン4  | 第17話 | Beacon of Hope                      | 希望の光                       |
| 2016/03/31 | レジェンド・オブ・トゥモロー | シーズン1  | 第9話  | Left Behind                         | 取り残された仲間               |
| 2016/04/06 | アロー                       | シーズン4  | 第18話 | Eleven-Fifty-Nine                   | 11時59分                       |
| 2016/04/07 | レジェンド・オブ・トゥモロー | シーズン1  | 第10話 | Progeny                             | 葛藤                           |
| 2016/04/11 | スーパーガール               | シーズン1  | 第19話 | Myriad                              | ミリアド・アタック             |
| 2016/04/14 | レジェンド・オブ・トゥモロー | シーズン1  | 第11話 | The Magnificent Eight               | 八人の用心棒                   |
| 2016/04/18 | スーパーガール               | シーズン1  | 第20話 | Better Angels                       | スーパーエンジェル             |
| 2016/04/19 | フラッシュ                   | シーズン2  | 第18話 | Versus Zoom                         | 交換条件                       |
| 2016/04/21 | レジェンド・オブ・トゥモロー | シーズン1  | 第12話 | Last Refuge                         | 暗殺指令                       |
| 2016/04/26 | フラッシュ                   | シーズン2  | 第19話 | Back to Normal                      | 奪われた力                     |
| 2016/04/27 | アロー                       | シーズン4  | 第19話 | Canary Cry                          | キャナリークライ               |
| 2016/04/28 | レジェンド・オブ・トゥモロー | シーズン1  | 第13話 | Leviathan                           | リバイアサン                   |
| 2016/05/03 | フラッシュ                   | シーズン2  | 第20話 | Rupture                             | 最終手段                       |
| 2016/05/04 | アロー                       | シーズン4  | 第20話 | Genesis                             | ジェネシス                     |
| 2016/05/05 | レジェンド・オブ・トゥモロー | シーズン1  | 第14話 | River of Time                       | サベッジの真実                 |
| 2016/05/10 | フラッシュ                   | シーズン2  | 第21話 | The Runaway Dinosaur                | スピードフォース               |
| 2016/05/11 | アロー                       | シーズン4  | 第21話 | Monument Point                      | 迫りくる危機                   |
| 2016/05/12 | レジェンド・オブ・トゥモロー | シーズン1  | 第15話 | Destiny                             | 操られた運命                   |
| 2016/05/17 | フラッシュ                   | シーズン2  | 第22話 | Invincible                          | 繰り返される悲劇               |
| 2016/05/18 | アロー                       | シーズン4  | 第22話 | Lost in the Flood                   | テヴァット・ノア               |
| 2016/05/19 | レジェンド・オブ・トゥモロー | シーズン1  | 第16話 | Legendary                           | 決着の時                       |
| 2016/05/24 | フラッシュ                   | シーズン2  | 第23話 | The Race of His Life                | 運命のレース                   |
| 2016/05/25 | アロー                       | シーズン4  | 第23話 | Schism                              | それぞれの道                   |

| 配信日     | 作品名   | シーズン数 | 話数  | タイトル                  |
| ---------- | -------- | ---------- | ----- | ------------------------- |
| 2015/08/25 | ビクセン | シーズン1  | 第1話 | Family Reunion, Episode 1 |
| 2015/09/01 | ビクセン | シーズン1  | 第2話 | Family Reunion, Episode 2 |
| 2015/09/08 | ビクセン | シーズン1  | 第3話 | Family Reunion, Episode 3 |
| 2015/09/15 | ビクセン | シーズン1  | 第4話 | Family Reunion, Episode 4 |
| 2015/09/22 | ビクセン | シーズン1  | 第5話 | Family Reunion, Episode 5 |
| 2015/09/29 | ビクセン | シーズン1  | 第6話 | Family Reunion, Episode 6 |

## 展開⑤｜2016.09–2017.05（インベージョン！放送）

### 作品
| リリース                | 作品名                                    | 形式                 |
| ----------------------- | ----------------------------------------- | -------------------- |
| 2016/09/29              | Superhero Fight Club 2.0                  | 短編映像             |
| 2016/10/04 - 2017/05/23 | THE FLASH/フラッシュ〈シーズン3〉         | 実写テレビシリーズ   |
| 2016/10/05 - 2017/05/24 | ARROW/アロー〈シーズン5〉                 | 実写テレビシリーズ   |
| 2016/10/10 - 2017/05/22 | SUPERGIRL/スーパーガール〈シーズン2〉     | 実写テレビシリーズ   |
| 2016/10/13 - 2017/04/04 | レジェンド・オブ・トゥモロー〈シーズン2〉 | 実写テレビシリーズ   |
| 2016/10/13 - 2016/11/18 | Vixen/ビクセン〈シーズン2〉               | アニメウェブシリーズ |
| 2016/11/29              | THE FLASH: THE HAUNTING OF BARRY ALLEN    | 小説                 |
| 2017/03/28              | ARROW: A GENERATION OF VIPERS             | 小説                 |

### クロスオーバー

#### デュエット
該当エピソード：『THE FLASH/フラッシュ』シーズン3 第17話
バリー・アレン／フラッシュとカーラ・ゾー＝エル／スーパーガールを主役としたミュージカル・エピソード。『THE FLASH/フラッシュ』と『SUPERGIRL/スーパーガール』の出演者の他、『ARROW/アロー』でマルコム・マーリンを演じるジョン・バロウマン、『レジェンド・オブ・トゥモロー』でマーティン・シュタインを演じるヴィクター・ガーバーも別役で出演する。
本エピソードの内容は、『SUPERGIRL/スーパーガール』シーズン2 第16話「Star-Crossed」の最後の場面から続いている。そして、『THE FLASH/フラッシュ』だけでなく『SUPERGIRL/スーパーガール』のその後の物語にも影響を及ぼしている。

### エピソード一覧
| 放送日     | 作品名                       | シーズン数 | 話数   | タイトル                           | 日本語版タイトル                         |
| ---------- | ---------------------------- | ---------- | ------ | ---------------------------------- | ---------------------------------------- |
| 2016/10/04 | フラッシュ                   | シーズン3  | 第1話  | Flashpoint                         | フラッシュ・ポイント                     |
| 2016/10/05 | アロー                       | シーズン5  | 第1話  | Legacy                             | 残されたもの                             |
| 2016/10/10 | スーパーガール               | シーズン2  | 第1話  | The Adventures of Supergirl        | ニュー・アドベンチャー                   |
| 2016/10/11 | フラッシュ                   | シーズン3  | 第2話  | Paradox                            | 代償                                     |
| 2016/10/12 | アロー                       | シーズン5  | 第2話  | The Recruits                       | 新生チーム・アロー                       |
| 2016/10/13 | レジェンド・オブ・トゥモロー | シーズン2  | 第1話  | Out of Time                        | チームの捜索                             |
| 2016/10/17 | スーパーガール               | シーズン2  | 第2話  | The Last Children of Krypton       | ラスト・チルドレン                       |
| 2016/10/18 | フラッシュ                   | シーズン3  | 第3話  | Magenta                            | 新たなスピードスター                     |
| 2016/10/19 | アロー                       | シーズン5  | 第3話  | A Matter of Trust                  | 信頼                                     |
| 2016/10/20 | レジェンド・オブ・トゥモロー | シーズン2  | 第2話  | The Justice Society of America     | ジャスティス・ソサエティ・オブ・アメリカ |
| 2016/10/24 | スーパーガール               | シーズン2  | 第3話  | Welcome to Earth                   | ウェルカム・トゥー・アース               |
| 2016/10/25 | フラッシュ                   | シーズン3  | 第4話  | The New Rogues                     | 過去の亡霊                               |
| 2016/10/26 | アロー                       | シーズン5  | 第4話  | Penance                            | 巧妙な罠                                 |
| 2016/10/27 | レジェンド・オブ・トゥモロー | シーズン2  | 第3話  | Shogun                             | 将軍                                     |
| 2016/10/31 | スーパーガール               | シーズン2  | 第4話  | Survivors                          | ファイト・クラブ                         |
| 2016/11/01 | フラッシュ                   | シーズン3  | 第5話  | Monster                            | 巨大怪獣現る                             |
| 2016/11/02 | アロー                       | シーズン5  | 第5話  | Human Target                       | ヒューマン・ターゲット                   |
| 2016/11/03 | レジェンド・オブ・トゥモロー | シーズン2  | 第4話  | Abominations                       | 闇の時代                                 |
| 2016/11/07 | スーパーガール               | シーズン2  | 第5話  | Crossfire                          | クロスファイア                           |
| 2016/11/09 | アロー                       | シーズン5  | 第6話  | So It Begins                       | 過去の傷跡                               |
| 2016/11/10 | レジェンド・オブ・トゥモロー | シーズン2  | 第5話  | Compromised                        | ダークの企み                             |
| 2016/11/14 | スーパーガール               | シーズン2  | 第6話  | Changing                           | アナザーヒーロー                         |
| 2016/11/15 | フラッシュ                   | シーズン3  | 第6話  | Shade                              | 忍び寄る影                               |
| 2016/11/16 | アロー                       | シーズン5  | 第7話  | Vigilante                          | ビジランテ                               |
| 2016/11/17 | レジェンド・オブ・トゥモロー | シーズン2  | 第6話  | Outlaw Country                     | 無法者の国                               |
| 2016/11/21 | スーパーガール               | シーズン2  | 第7話  | The Darkest Place                  | ダーク・シャドウ                         |
| 2016/11/22 | フラッシュ                   | シーズン3  | 第7話  | Killer Frost                       | キラーフロスト                           |
| 2016/11/28 | スーパーガール               | シーズン2  | 第8話  | Medusa                             | メドゥーサ                               |
| 2016/11/29 | フラッシュ                   | シーズン3  | 第8話  | Invasion!                          | インベージョン！                         |
| 2016/11/30 | アロー                       | シーズン5  | 第8話  | Invasion!                          | インベージョン！                         |
| 2016/12/01 | レジェンド・オブ・トゥモロー | シーズン2  | 第7話  | Invasion!                          | インベージョン！                         |
| 2016/12/06 | フラッシュ                   | シーズン3  | 第9話  | The Present                        | サビター                                 |
| 2016/12/07 | アロー                       | シーズン5  | 第9話  | What We Leave Behind               | 罪の証明                                 |
| 2016/12/08 | レジェンド・オブ・トゥモロー | シーズン2  | 第8話  | The Chicago Way                    | ギャングの街                             |
| 2017/01/23 | スーパーガール               | シーズン2  | 第9話  | Supergirl Lives                    | マルドリア                               |
| 2017/01/24 | フラッシュ                   | シーズン3  | 第10話 | Borrowing Problems from the Future | 未来の悪夢                               |
| 2017/01/24 | レジェンド・オブ・トゥモロー | シーズン2  | 第9話  | Raiders of the Lost Art            | 失われた記憶                             |
| 2017/01/25 | アロー                       | シーズン5  | 第10話 | Who Are You?                       | ブラックサイレン                         |
| 2017/01/30 | スーパーガール               | シーズン2  | 第10話 | We Can Be Heroes                   | スーパーソルジャー                       |
| 2017/01/31 | フラッシュ                   | シーズン3  | 第11話 | Dead or Alive                      | 生か死か                                 |
| 2017/01/31 | レジェンド・オブ・トゥモロー | シーズン2  | 第10話 | The Legion of Doom                 | リージョン・オブ・ドゥーム               |
| 2017/02/01 | アロー                       | シーズン5  | 第11話 | Second Chances                     | 自分の中の怪物                           |
| 2017/02/06 | スーパーガール               | シーズン2  | 第11話 | The Martian Chronicles             | マーシャン・クロニクル                   |
| 2017/02/07 | フラッシュ                   | シーズン3  | 第12話 | Untouchable                        | 新たな決意                               |
| 2017/02/07 | レジェンド・オブ・トゥモロー | シーズン2  | 第11話 | Turncoat                           | 裏切りのクリスマス                       |
| 2017/02/08 | アロー                       | シーズン5  | 第12話 | Bratva                             | ブラトヴァ                               |
| 2017/02/13 | スーパーガール               | シーズン2  | 第12話 | Luthors                            | ルーサー                                 |
| 2017/02/15 | アロー                       | シーズン5  | 第13話 | Spectre of the Gun                 | 銃と秩序                                 |
| 2017/02/20 | スーパーガール               | シーズン2  | 第13話 | Mr. & Mrs. Mxyzptlk                | Mr. & Mrs.ミクシィズピトルク             |
| 2017/02/21 | フラッシュ                   | シーズン3  | 第13話 | Attack on Gorilla City             | ゴリラ・シティ                           |
| 2017/02/21 | レジェンド・オブ・トゥモロー | シーズン2  | 第12話 | Camelot/3000                       | 円卓の騎士                               |
| 2017/02/22 | アロー                       | シーズン5  | 第14話 | The Sin-Eater                      | 罪の連鎖                                 |
| 2017/02/27 | スーパーガール               | シーズン2  | 第14話 | Homecoming                         | ホームカミング                           |
| 2017/02/28 | フラッシュ                   | シーズン3  | 第14話 | Attack on Central City             | グロッドの復讐                           |
| 2017/03/01 | アロー                       | シーズン5  | 第15話 | Fighting Fire With Fire            | 冷酷な手段                               |
| 2017/03/06 | スーパーガール               | シーズン2  | 第15話 | Exodus                             | エクソダス                               |
| 2017/03/07 | フラッシュ                   | シーズン3  | 第15話 | The Wrath of Savitar               | サビターの復活                           |
| 2017/03/07 | レジェンド・オブ・トゥモロー | シーズン2  | 第13話 | Land of the Lost                   | 本当の自分                               |
| 2017/03/14 | フラッシュ                   | シーズン3  | 第16話 | Into the Speed Force               | 尊い犠牲                                 |
| 2017/03/14 | レジェンド・オブ・トゥモロー | シーズン2  | 第14話 | Moonshot                           | 月面着陸                                 |
| 2017/03/15 | アロー                       | シーズン5  | 第16話 | Checkmate                          | チェックメイト                           |
| 2017/03/20 | スーパーガール               | シーズン2  | 第16話 | Star-Crossed                       | プリンス・オブ・ダクサム                 |
| 2017/03/21 | フラッシュ                   | シーズン3  | 第17話 | Duet                               | デュエット                               |
| 2017/03/21 | レジェンド・オブ・トゥモロー | シーズン2  | 第15話 | Fellowship of the Spear            | 運命の槍                                 |
| 2017/03/22 | アロー                       | シーズン5  | 第17話 | Kapiushon                          | オリバーの告白                           |
| 2017/03/27 | スーパーガール               | シーズン2  | 第17話 | Distant Sun                        | ロミオ & ジュリエット                    |
| 2017/03/28 | フラッシュ                   | シーズン3  | 第18話 | Abra Kadabra                       | アブラ・カダブラ                         |
| 2017/03/28 | レジェンド・オブ・トゥモロー | シーズン2  | 第16話 | Doomworld                          | 書き換えられた現実                       |
| 2017/03/29 | アロー                       | シーズン5  | 第18話 | Disbanded                          | 友との決別                               |
| 2017/04/04 | レジェンド・オブ・トゥモロー | シーズン2  | 第17話 | Aruba                              | チームの絆                               |
| 2017/04/24 | スーパーガール               | シーズン2  | 第18話 | Ace Reporter                       | エースリポーター                         |
| 2017/04/25 | フラッシュ                   | シーズン3  | 第19話 | The Once and Future Flash          | ８年後                                   |
| 2017/04/26 | アロー                       | シーズン5  | 第19話 | Dangerous Liaisons                 | 交錯する思惑                             |
| 2017/05/01 | スーパーガール               | シーズン2  | 第19話 | Alex                               | コード・アレックス                       |
| 2017/05/02 | フラッシュ                   | シーズン3  | 第20話 | I Know Who You Are                 | サビターの正体                           |
| 2017/05/03 | アロー                       | シーズン5  | 第20話 | Underneath                         | 決死の脱出                               |
| 2017/05/08 | スーパーガール               | シーズン2  | 第20話 | City of Lost Children              | ザ・ロストチャイルド                     |
| 2017/05/09 | フラッシュ                   | シーズン3  | 第21話 | Cause and Effect                   | 失われた記憶                             |
| 2017/05/10 | アロー                       | シーズン5  | 第21話 | Honor Thy Fathers                  | 父への思い                               |
| 2017/05/15 | スーパーガール               | シーズン2  | 第21話 | Resist                             | レジスタンス                             |
| 2017/05/16 | フラッシュ                   | シーズン3  | 第22話 | Infantino Street                   | 悲劇のカウントダウン                     |
| 2017/05/17 | アロー                       | シーズン5  | 第22話 | Missing                            | 奪われた仲間                             |
| 2017/05/22 | スーパーガール               | シーズン2  | 第22話 | Nevertheless, She Persisted        | セイブ・ザ・ワールド                     |
| 2017/05/23 | フラッシュ                   | シーズン3  | 第23話 | Finish Line                        | ゴールライン                             |
| 2017/05/24 | アロー                       | シーズン5  | 第23話 | Lian Yu                            | 煉獄での決戦                             |

| 配信日     | 作品名   | シーズン数 | 話数  | タイトル                 |
| ---------- | -------- | ---------- | ----- | ------------------------ |
| 2016/10/13 | ビクセン | シーズン2  | 第1話 | Trial by Fire, Episode 1 |
| 2016/10/21 | ビクセン | シーズン2  | 第2話 | Trial by Fire, Episode 2 |
| 2016/10/28 | ビクセン | シーズン2  | 第3話 | Trial by Fire, Episode 3 |
| 2016/11/04 | ビクセン | シーズン2  | 第4話 | Trial by Fire, Episode 4 |
| 2016/11/11 | ビクセン | シーズン2  | 第5話 | Trial by Fire, Episode 5 |
| 2016/11/18 | ビクセン | シーズン2  | 第6話 | Trial by Fire, Episode 6 |

## 展開⑥｜2017.10–2018.08（クライシス・オン・アースX放送）

### 作品
| リリース                | 作品名                                          | 形式                 |
| ----------------------- | ----------------------------------------------- | -------------------- |
| 2017/10/02              | Super Season "Big Belly Burger"                 | 短編映像             |
| 2017/10/03              | THE FLASH: HOCUS POCUS                          | 小説                 |
| 2017/10/09 - 2018/06/18 | SUPERGIRL/スーパーガール〈シーズン3〉           | 実写テレビシリーズ   |
| 2017/10/10 - 2018/05/22 | THE FLASH/フラッシュ〈シーズン4〉               | 実写テレビシリーズ   |
| 2017/10/10 - 2018/04/09 | レジェンド・オブ・トゥモロー〈シーズン3〉       | 実写テレビシリーズ   |
| 2016/10/12 - 2017/05/17 | ARROW/アロー〈シーズン6〉                       | 実写テレビシリーズ   |
| 2017/11/07              | SUPERGIRL: AGE OF ATLANTIS                      | 小説                 |
| 2017/11/14 - 2017/12/05 | STRETCHED SCENE                                 | 短編映像             |
| 2017/12/08              | フリーダム・ファイターズ：ザ・レイ〈シーズン1〉 | アニメウェブシリーズ |
| 2018/01/08              | Suit Up                                         | 短編映像             |
| 2018/01/16 - 2018/04/17 | ブラックライトニング〈シーズン1〉               | 実写テレビシリーズ   |
| 2018/01/30              | ARROW: FATAL LEGACIES                           | 小説                 |
| 2018/04/03              | THE FLASH: JOHNNY QUICK                         | 小説                 |
| 2018/05/01              | SUPERGIRL: CURSE OF THE ANCIENTS                | 小説                 |
| 2018/07/19              | フリーダム・ファイターズ：ザ・レイ〈シーズン1〉 | アニメウェブシリーズ |
| 2018/08/28              | THE FLASH: CLIMATE CHANGELING                   | 小説                 |

### エピソード一覧
| 放送日     | 作品名                       | シーズン数 | 話数   | タイトル                                                       | 日本語版タイトル                     |
| ---------- | ---------------------------- | ---------- | ------ | -------------------------------------------------------------- | ------------------------------------ |
| 2017/10/09 | スーパーガール               | シーズン3  | 第1話  | Girl of Steel                                                  | ガール・オブ・スティール             |
| 2017/10/10 | フラッシュ                   | シーズン4  | 第1話  | The Flash Reborn                                               | 帰還                                 |
| 2017/10/10 | レジェンド・オブ・トゥモロー | シーズン3  | 第1話  | Aruba-Con                                                      | アナクロニズム                       |
| 2017/10/12 | アロー                       | シーズン6  | 第1話  | Fallout                                                        | 親子                                 |
| 2017/10/16 | スーパーガール               | シーズン3  | 第2話  | Triggers                                                       | メモリーズ                           |
| 2017/10/17 | フラッシュ                   | シーズン4  | 第2話  | Mixed Signals                                                  | すれ違う想い                         |
| 2017/10/17 | レジェンド・オブ・トゥモロー | シーズン3  | 第2話  | Freakshow                                                      | 地上最大のショー                     |
| 2017/10/19 | アロー                       | シーズン6  | 第2話  | Tribute                                                        | 容疑                                 |
| 2017/10/23 | スーパーガール               | シーズン3  | 第3話  | Far From the Tree                                              | ファーザー                           |
| 2017/10/24 | フラッシュ                   | シーズン4  | 第3話  | Luck Be a Lady                                                 | 不運の連続                           |
| 2017/10/24 | レジェンド・オブ・トゥモロー | シーズン3  | 第3話  | Zari                                                           | ザリ                                 |
| 2017/10/26 | アロー                       | シーズン6  | 第3話  | Next of Kin                                                    | アローを継ぐ者                       |
| 2017/10/30 | スーパーガール               | シーズン3  | 第4話  | The Faithful                                                   | ビリーバー                           |
| 2017/10/31 | フラッシュ                   | シーズン4  | 第4話  | Elongated Journey Into Night                                   | 過去の因縁                           |
| 2017/10/31 | レジェンド・オブ・トゥモロー | シーズン3  | 第4話  | Phone Home                                                     | 僕のともだち                         |
| 2017/11/02 | アロー                       | シーズン6  | 第4話  | Reversal                                                       | 新たな敵                             |
| 2017/11/06 | スーパーガール               | シーズン3  | 第5話  | Damage                                                         | ダメージ                             |
| 2017/11/07 | フラッシュ                   | シーズン4  | 第5話  | Girls Night Out                                                | ガールズ・ナイト                     |
| 2017/11/07 | レジェンド・オブ・トゥモロー | シーズン3  | 第5話  | Return of the Mack                                             | 復活                                 |
| 2017/11/09 | アロー                       | シーズン6  | 第5話  | Deathstroke Returns                                            | マスクの下の素顔                     |
| 2017/11/13 | スーパーガール               | シーズン3  | 第6話  | Midvale                                                        | ハイスクール・デイズ                 |
| 2017/11/14 | フラッシュ                   | シーズン4  | 第6話  | When Harry Met Harry...                                        | ４人のハリー                         |
| 2017/11/14 | レジェンド・オブ・トゥモロー | シーズン3  | 第6話  | Helen Hunt                                                     | トロイのヘレン                       |
| 2017/11/16 | アロー                       | シーズン6  | 第6話  | Promises Kept                                                  | 息子との約束                         |
| 2017/11/20 | スーパーガール               | シーズン3  | 第7話  | Wake Up                                                        | ウェイクアップ                       |
| 2017/11/21 | フラッシュ                   | シーズン4  | 第7話  | Therefore I Am                                                 | 宿敵との対面                         |
| 2017/11/21 | レジェンド・オブ・トゥモロー | シーズン3  | 第7話  | Welcome to the Jungle                                          | ジャングル・セラピー                 |
| 2017/11/23 | アロー                       | シーズン6  | 第7話  | Thanksgiving                                                   | 感謝祭の奇跡                         |
| 2017/11/27 | スーパーガール               | シーズン3  | 第8話  | Crisis on Earth-X, Part 1                                      | クライシス・オン・アースX パート１   |
| 2017/11/27 | アロー                       | シーズン6  | 第8話  | Crisis on Earth-X, Part 2                                      | クライシス・オン・アースX パート2    |
| 2017/11/28 | フラッシュ                   | シーズン4  | 第8話  | Crisis on Earth-X, Part 3                                      | クライシス・オン・アースX パート3    |
| 2017/11/28 | レジェンド・オブ・トゥモロー | シーズン3  | 第8話  | Crisis on Earth-X, Part 4                                      | クライシス・オン・アースX パート4    |
| 2017/12/04 | スーパーガール               | シーズン3  | 第9話  | Reign                                                          | レイン                               |
| 2017/12/05 | フラッシュ                   | シーズン4  | 第9話  | Don't Run                                                      | クリスマスの悲劇                     |
| 2017/12/05 | レジェンド・オブ・トゥモロー | シーズン3  | 第9話  | Beebo the God of War                                           | ビーボ                               |
| 2017/12/07 | アロー                       | シーズン6  | 第9話  | Irreconcilable Differences                                     | 揺らぐ信頼                           |
| 2018/01/15 | スーパーガール               | シーズン3  | 第10話 | Legion of Super-Heroes                                         | リージョン・オブ・スーパーヒーローズ |
| 2018/01/16 | フラッシュ                   | シーズン4  | 第10話 | The Trial of The Flash                                         | 判決                                 |
| 2018/01/16 | ブラックライトニング         | シーズン1  | 第1話  | The Resurrection                                               | 復活                                 |
| 2018/01/18 | アロー                       | シーズン6  | 第10話 | Divided                                                        | 分裂                                 |
| 2018/01/22 | スーパーガール               | シーズン3  | 第11話 | Fort Rozz                                                      | フォート・ロズ                       |
| 2018/01/23 | フラッシュ                   | シーズン4  | 第11話 | The Elongated Knight Rises                                     | ヒーローの条件                       |
| 2018/01/23 | ブラックライトニング         | シーズン1  | 第2話  | Lawanda: The Book of Hope                                      | ラワンダ：希望の在り処               |
| 2018/01/25 | アロー                       | シーズン6  | 第11話 | We Fall                                                        | 崩壊                                 |
| 2018/01/29 | スーパーガール               | シーズン3  | 第12話 | For Good                                                       | リベンジ                             |
| 2018/01/30 | フラッシュ                   | シーズン4  | 第12話 | Honey, I Shrunk Team Flash                                     | スモール・コンビ                     |
| 2018/01/30 | ブラックライトニング         | シーズン1  | 第3話  | Lawanda: The Book of Burial                                    | ラワンダ：闇に見た光                 |
| 2018/02/01 | アロー                       | シーズン6  | 第12話 | All for Nothing                                                | 犠牲と報復                           |
| 2018/02/05 | スーパーガール               | シーズン3  | 第13話 | Both Sides Now                                                 | ピュリティ                           |
| 2018/02/06 | フラッシュ                   | シーズン4  | 第13話 | True Colors                                                    | 隠れた素顔                           |
| 2018/02/06 | ブラックライトニング         | シーズン1  | 第4話  | Black Jesus                                                    | 黒いイエス                           |
| 2018/02/08 | アロー                       | シーズン6  | 第13話 | The Devil's Greatest Trick                                     | 影の策略                             |
| 2018/02/12 | レジェンド・オブ・トゥモロー | シーズン3  | 第10話 | Daddy Darhkest                                                 | ノラ・ダーク                         |
| 2018/02/13 | ブラックライトニング         | シーズン1  | 第5話  | And Then the Devil Brought the Plague: The Book of Green Light | 悪魔の流行病：グリーンライト         |
| 2018/02/19 | レジェンド・オブ・トゥモロー | シーズン3  | 第11話 | Here I Go Again                                                | タイム・ループ                       |
| 2018/02/26 | レジェンド・オブ・トゥモロー | シーズン3  | 第12話 | The Curse of the Earth Totem                                   | トーテムの呪い                       |
| 2018/02/27 | フラッシュ                   | シーズン4  | 第14話 | Subject 9                                                      | 対象９                               |
| 2018/02/27 | ブラックライトニング         | シーズン1  | 第6話  | Three Sevens: The Book of Thunder                              | 対立の歴史：受け継ぎし者             |
| 2018/03/01 | アロー                       | シーズン6  | 第14話 | Collision Course                                               | 衝突                                 |
| 2018/03/05 | レジェンド・オブ・トゥモロー | シーズン3  | 第13話 | No Country for Old Dads                                        | 2人のダーク                          |
| 2018/03/06 | フラッシュ                   | シーズン4  | 第15話 | Enter Flashtime                                                | フラッシュタイム                     |
| 2018/03/06 | ブラックライトニング         | シーズン1  | 第7話  | Equinox: The Book of Fate                                      | 分岐点：運命の分かれ目               |
| 2018/03/08 | アロー                       | シーズン6  | 第15話 | Doppelganger                                                   | ドッペルゲンガー                     |
| 2018/03/12 | レジェンド・オブ・トゥモロー | シーズン3  | 第14話 | Amazing Grace                                                  | 教会のキング                         |
| 2018/03/13 | フラッシュ                   | シーズン4  | 第16話 | Run, Iris, Run                                                 | 走れ アイリス！                      |
| 2018/03/13 | ブラックライトニング         | シーズン1  | 第8話  | The Book of Revelations                                        | 新たな真実                           |
| 2018/03/19 | レジェンド・オブ・トゥモロー | シーズン3  | 第15話 | Necromancing the Stone                                         | 死のトーテム                         |
| 2018/03/20 | ブラックライトニング         | シーズン1  | 第9話  | The Book of Little Black Lies                                  | 家族の秘め事                         |
| 2018/03/26 | レジェンド・オブ・トゥモロー | シーズン3  | 第16話 | I, Ava                                                         | エヴァ                               |
| 2018/03/27 | ブラックライトニング         | シーズン1  | 第10話 | Sins of the Father: The Book of Redemption                     | 罪と後悔：償いの痛み                 |
| 2018/03/29 | アロー                       | シーズン6  | 第16話 | The Thanatos Guild                                             | 父の遺したもの                       |
| 2018/04/02 | レジェンド・オブ・トゥモロー | シーズン3  | 第17話 | Guest Starring John Noble                                      | ジョン・ノーブル                     |
| 2018/04/03 | ブラックライトニング         | シーズン1  | 第11話 | Black Jesus: The Book of Crucifixion                           | 黒いイエス：はりつけの刑             |
| 2018/04/05 | アロー                       | シーズン6  | 第17話 | Brothers in Arms                                               | 戦友との別れ                         |
| 2018/04/09 | レジェンド・オブ・トゥモロー | シーズン3  | 第18話 | The Good, The Bad and The Cuddly                               | 正義の抱擁                           |
| 2018/04/10 | フラッシュ                   | シーズン4  | 第17話 | Null and Annoyed                                               | 揺らぐ信頼                           |
| 2018/04/10 | ブラックライトニング         | シーズン1  | 第12話 | The Resurrection and the Light: The Book of Pain               | 復活と光：果てしない痛み             |
| 2018/04/12 | アロー                       | シーズン6  | 第18話 | Fundamentals                                                   | ヴァーティゴの影                     |
| 2018/04/16 | スーパーガール               | シーズン3  | 第14話 | Schott Through the Heart                                       | ファーザー・アンド・サン             |
| 2018/04/17 | フラッシュ                   | シーズン4  | 第18話 | Lose Yourself                                                  | 守るべきもの                         |
| 2018/04/17 | ブラックライトニング         | シーズン1  | 第13話 | Shadow of Death: The Book of War                               | 死の影：戦争の足音                   |
| 2018/04/19 | アロー                       | シーズン6  | 第19話 | The Dragon                                                     | ドラゴン                             |
| 2018/04/23 | スーパーガール               | シーズン3  | 第15話 | In Search of Lost Time                                         | ロスト・タイム                       |
| 2018/04/24 | フラッシュ                   | シーズン4  | 第19話 | Fury Rogue                                                     | アースＸからの刺客                   |
| 2018/04/26 | アロー                       | シーズン6  | 第20話 | Shifting Allegiances                                           | 忠誠の行方                           |
| 2018/04/30 | スーパーガール               | シーズン3  | 第16話 | Of Two Minds                                                   | ツー・マインド                       |
| 2018/05/01 | フラッシュ                   | シーズン4  | 第20話 | Therefore She Is                                               | 決別                                 |
| 2018/05/03 | アロー                       | シーズン6  | 第21話 | Docket No. 11-19-41-73                                         | 事件番号11-19-41-73                  |
| 2018/05/07 | スーパーガール               | シーズン3  | 第17話 | Trinity                                                        | トリニティ                           |
| 2018/05/08 | フラッシュ                   | シーズン4  | 第21話 | Harry and the Harrisons                                        | ハリソン評議会                       |
| 2018/05/10 | アロー                       | シーズン6  | 第22話 | The Ties That Bind                                             | 決死の攻防                           |
| 2018/05/14 | スーパーガール               | シーズン3  | 第18話 | Shelter from the Storm                                         | ストーム・シェルター                 |
| 2018/05/15 | フラッシュ                   | シーズン4  | 第22話 | Think Fast                                                     | 光の計画                             |
| 2018/05/17 | アロー                       | シーズン6  | 第23話 | Life Sentence                                                  | 使命のために                         |
| 2018/05/21 | スーパーガール               | シーズン3  | 第19話 | The Fanatical                                                  | ユダ・カル                           |
| 2018/05/22 | フラッシュ                   | シーズン4  | 第23話 | We Are The Flash                                               | 新たな家族                           |
| 2018/05/28 | スーパーガール               | シーズン3  | 第20話 | Dark Side of the Moon                                          | ダークサイド                         |
| 2018/06/04 | スーパーガール               | シーズン3  | 第21話 | Not Kansas                                                     | アルゴ・シティ                       |
| 2018/06/11 | スーパーガール               | シーズン3  | 第22話 | Make it Reign                                                  | サム vs. レイン                      |
| 2018/06/18 | スーパーガール               | シーズン3  | 第23話 | Battles Lost and Won                                           | ファイナル・バトル                   |

| 配信日     | 作品名                             | シーズン数 | 話数  | タイトル                    |
| ---------- | ---------------------------------- | ---------- | ----- | --------------------------- |
| 2017/12/08 | フリーダム・ファイターズ：ザ・レイ | シーズン1  | 第1話 | A Hero Rises, Episode One   |
| 2017/12/08 | フリーダム・ファイターズ：ザ・レイ | シーズン1  | 第2話 | A Hero Rises, Episode Two   |
| 2017/12/08 | フリーダム・ファイターズ：ザ・レイ | シーズン1  | 第3話 | A Hero Rises, Episode Three |
| 2017/12/08 | フリーダム・ファイターズ：ザ・レイ | シーズン1  | 第4話 | A Hero Rises, Episode Four  |
| 2017/12/08 | フリーダム・ファイターズ：ザ・レイ | シーズン1  | 第5話 | A Hero Rises, Episode Five  |
| 2017/12/08 | フリーダム・ファイターズ：ザ・レイ | シーズン1  | 第6話 | A Hero Rises, Episode Six   |
| 2018/07/19 | フリーダム・ファイターズ：ザ・レイ | シーズン2  | 第1話 | Earth-X, Episode One        |
| 2018/07/19 | フリーダム・ファイターズ：ザ・レイ | シーズン2  | 第2話 | Earth-X, Episode Two        |
| 2018/07/19 | フリーダム・ファイターズ：ザ・レイ | シーズン2  | 第3話 | Earth-X, Episode Three      |
| 2018/07/19 | フリーダム・ファイターズ：ザ・レイ | シーズン2  | 第4話 | Earth-X, Episode Four       |
| 2018/07/19 | フリーダム・ファイターズ：ザ・レイ | シーズン2  | 第5話 | Earth-X, Episode Five       |
| 2018/07/19 | フリーダム・ファイターズ：ザ・レイ | シーズン2  | 第6話 | Earth-X, Episode Six        |

## 展開⑦｜2018.10–2019.08（エルスワールド放送）

### 作品
| リリース                | 作品名                                                      | 形式               |
| ----------------------- | ----------------------------------------------------------- | ------------------ |
| 2018/10/02              | THE FLASH: THE TORNADO TWINS                                | 小説               |
| 2018/10/09 - 2019/05/14 | THE FLASH/フラッシュ〈シーズン5〉                           | 実写テレビシリーズ |
| 2018/10/09 - 2019/03/18 | ブラックライトニング〈シーズン2〉                           | 実写テレビシリーズ |
| 2018/10/14 - 2019/05/19 | SUPERGIRL/スーパーガール〈シーズン4〉                       | 実写テレビシリーズ |
| 2018/10/15 - 2019/05/13 | ARROW/アロー〈シーズン7〉                                   | 実写テレビシリーズ |
| 2018/10/22 - 2019/05/20 | レジェンド・オブ・トゥモロー〈シーズン4〉                   | 実写テレビシリーズ |
| 2019/01/08              | SUPERGIRL: MASTER OF ILLUSION                               | 小説               |
| 2019/08/13              | THE FLASH: GREEN ARROW'S PERFECT SHOT (CROSSOVER CRISIS #1) | 小説               |

### エピソード一覧
| 放送日     | 作品名                       | シーズン数 | 話数   | タイトル                                                              | 日本語版タイトル                                |
| ---------- | ---------------------------- | ---------- | ------ | --------------------------------------------------------------------- | ----------------------------------------------- |
| 2018/10/09 | フラッシュ                   | シーズン5  | 第1話  | Nora                                                                  | ノラ                                            |
| 2018/10/09 | ブラックライトニング         | シーズン2  | 第1話  | The Book of Consequences: Chapter One: Rise of the Green Light Babies | 報いの書：第1章：グリーンライト・ベイビーの覚醒 |
| 2018/10/14 | スーパーガール               | シーズン4  | 第1話  | American Alien                                                        | アメリカン・エイリアン                          |
| 2018/10/15 | アロー                       | シーズン7  | 第1話  | Inmate 4587                                                           | 囚人4587番                                      |
| 2018/10/16 | フラッシュ                   | シーズン5  | 第2話  | Blocked                                                               | 父と娘                                          |
| 2018/10/16 | ブラックライトニング         | シーズン2  | 第2話  | The Book of Consequences: Chapter Two: Black Jesus Blues              | 報いの書：第2章：黒いイエスのブルース           |
| 2018/10/21 | スーパーガール               | シーズン4  | 第2話  | Fallout                                                               | アース・ファースト                              |
| 2018/10/22 | アロー                       | シーズン7  | 第2話  | The Longbow Hunters                                                   | ロングボウ・ハンターズ                          |
| 2018/10/22 | レジェンド・オブ・トゥモロー | シーズン4  | 第1話  | The Virgin Gary                                                       | ヴァージン・ゲイリー                            |
| 2018/10/23 | フラッシュ                   | シーズン5  | 第3話  | The Death of Vibe                                                     | バイブの死                                      |
| 2018/10/23 | ブラックライトニング         | シーズン2  | 第3話  | The Book of Consequences: Chapter Three: Master Lowry                 | 報いの書：第3章：ロウリー校長                   |
| 2018/10/28 | スーパーガール               | シーズン4  | 第3話  | Man of Steel                                                          | エージェント・リバティ                          |
| 2018/10/29 | アロー                       | シーズン7  | 第3話  | Crossing Lines                                                        | 正義のために                                    |
| 2018/10/29 | レジェンド・オブ・トゥモロー | シーズン4  | 第2話  | Witch Hunt                                                            | 魔女狩り                                        |
| 2018/10/30 | フラッシュ                   | シーズン5  | 第4話  | News Flash                                                            | スクープの真相                                  |
| 2018/10/30 | ブラックライトニング         | シーズン2  | 第4話  | The Book of Consequences: Chapter Four: Translucent Freak             | 報いの書：第4章：半透明な肌の化け物             |
| 2018/11/04 | スーパーガール               | シーズン4  | 第4話  | Ahimsa                                                                | アヒンサー                                      |
| 2018/11/05 | アロー                       | シーズン7  | 第4話  | Level Two                                                             | レベル２                                        |
| 2018/11/05 | レジェンド・オブ・トゥモロー | シーズン4  | 第3話  | Dancing Queen                                                         | 踊る女王陛下                                    |
| 2018/11/11 | スーパーガール               | シーズン4  | 第5話  | Parasite Lost                                                         | ロスト・パラサイト                              |
| 2018/11/12 | アロー                       | シーズン7  | 第5話  | The Demon                                                             | デーモン                                        |
| 2018/11/12 | レジェンド・オブ・トゥモロー | シーズン4  | 第4話  | Wet Hot American Bummer                                               | 夏の思い出                                      |
| 2018/11/13 | フラッシュ                   | シーズン5  | 第5話  | All Doll'd Up                                                         | 家族の絆                                        |
| 2018/11/13 | ブラックライトニング         | シーズン2  | 第5話  | The Book of Blood: Chapter One: Requiem                               | 血の書：第1章：レクイエム                       |
| 2018/11/18 | スーパーガール               | シーズン4  | 第6話  | Call to Action                                                        | コール・トゥ・アクション                        |
| 2018/11/19 | アロー                       | シーズン7  | 第6話  | Due Process                                                           | 覚悟                                            |
| 2018/11/19 | レジェンド・オブ・トゥモロー | シーズン4  | 第5話  | Tagumo Attacks!!!                                                     | 怪獣タグモ                                      |
| 2018/11/20 | フラッシュ                   | シーズン5  | 第6話  | The Icicle Cometh                                                     | 絶対零度                                        |
| 2018/11/20 | ブラックライトニング         | シーズン2  | 第6話  | The Book of Blood: Chapter Two: The Perdi                             | 血の書：第2章：パーディ                         |
| 2018/11/25 | スーパーガール               | シーズン4  | 第7話  | Rather the Fallen Angel                                               | フォールン・エンジェル                          |
| 2018/11/26 | アロー                       | シーズン7  | 第7話  | The Slabside Redemption                                               | 決着の時                                        |
| 2018/11/26 | レジェンド・オブ・トゥモロー | シーズン4  | 第6話  | Tender is the Nate                                                    | ネイトは帰って来ない                            |
| 2018/11/27 | フラッシュ                   | シーズン5  | 第7話  | O Come, All Ye Thankful                                               | 感謝祭の夜                                      |
| 2018/11/27 | ブラックライトニング         | シーズン2  | 第7話  | The Book of Blood: Chapter Three: The Sange                           | 血の書：第3章：サンジェ                         |
| 2018/12/02 | スーパーガール               | シーズン4  | 第8話  | Bunker Hill                                                           | バンカーヒル                                    |
| 2018/12/03 | アロー                       | シーズン7  | 第8話  | Unmasked                                                              | 素顔のヒーロー                                  |
| 2018/12/03 | レジェンド・オブ・トゥモロー | シーズン4  | 第7話  | Hell No, Dolly!                                                       | 呪いの人形                                      |
| 2018/12/04 | フラッシュ                   | シーズン5  | 第8話  | What's Past is Prologue                                               | 始まりの過去                                    |
| 2018/12/04 | ブラックライトニング         | シーズン2  | 第8話  | The Book of Rebellion: Chapter One: Exodus                            | 反乱の書：第1章：逃避行                         |
| 2018/12/09 | フラッシュ                   | シーズン5  | 第9話  | Elseworlds, Part 1                                                    | エルスワールド パート1                          |
| 2018/12/10 | アロー                       | シーズン7  | 第9話  | Elseworlds, Part 2                                                    | エルスワールド パート2                          |
| 2018/12/10 | レジェンド・オブ・トゥモロー | シーズン4  | 第8話  | Legends of To-Meow-Meow                                               | レジェンド・オブ・ニャンニャン                  |
| 2018/12/11 | スーパーガール               | シーズン4  | 第9話  | Elseworlds, Part 3                                                    | エルスワールド パート3                          |
| 2018/12/11 | ブラックライトニング         | シーズン2  | 第9話  | The Book of Rebellion: Chapter Two: Gift of the Magi                  | 反乱の書：第2章：賢者の贈り物                   |
| 2019/01/15 | フラッシュ                   | シーズン5  | 第10話 | The Flash & The Furious                                               | チャンス                                        |
| 2019/01/20 | スーパーガール               | シーズン4  | 第10話 | Suspicious Minds                                                      | サスピシャス・マインド                          |
| 2019/01/21 | アロー                       | シーズン7  | 第10話 | My Name is Emiko Queen                                                | エミコ・クイーン                                |
| 2019/01/21 | ブラックライトニング         | シーズン2  | 第10話 | The Book of Rebellion: Chapter Three: Angelitos Negros                | 反乱の書：第3章：黒い天使                       |
| 2019/01/22 | フラッシュ                   | シーズン5  | 第11話 | Seeing Red                                                            | 怒りの暴走                                      |
| 2019/01/27 | スーパーガール               | シーズン4  | 第11話 | Blood Memory                                                          | メモリー                                        |
| 2019/01/28 | アロー                       | シーズン7  | 第11話 | Past Sins                                                             | 過去のあやまち                                  |
| 2019/01/28 | ブラックライトニング         | シーズン2  | 第11話 | The Book of Secrets: Chapter One: Prodigal Son                        | 秘密の書：第1章：放とう息子の帰還               |
| 2019/01/29 | フラッシュ                   | シーズン5  | 第12話 | Memorabilia                                                           | 記憶の中へ                                      |
| 2019/02/04 | アロー                       | シーズン7  | 第12話 | Emerald Archer                                                        | エメラルドの射手                                |
| 2019/02/04 | ブラックライトニング         | シーズン2  | 第12話 | The Book of Secrets: Chapter Two: Just and Unjust                     | 秘密の書：第2章：正しい者と正しくない者         |
| 2019/02/05 | フラッシュ                   | シーズン5  | 第13話 | Goldfaced                                                             | 目的のために                                    |
| 2019/02/11 | アロー                       | シーズン7  | 第13話 | Star City Slayer                                                      | スター・シティ・スレイヤー                      |
| 2019/02/11 | ブラックライトニング         | シーズン2  | 第13話 | The Book of Secrets: Chapter Three: Pillar of Fire                    | 秘密の書：第3章：炎の柱                         |
| 2019/02/12 | フラッシュ                   | シーズン5  | 第14話 | Cause and XS                                                          | 試行錯誤                                        |
| 2019/02/17 | スーパーガール               | シーズン4  | 第12話 | Menagerie                                                             | メナジェリー                                    |
| 2019/03/03 | スーパーガール               | シーズン4  | 第13話 | What's So Funny About Truth, Justice, and the American Way?           | エリート                                        |
| 2019/03/04 | アロー                       | シーズン7  | 第14話 | Brothers & Sisters                                                    | 兄と妹                                          |
| 2019/03/04 | ブラックライトニング         | シーズン2  | 第14話 | The Book of Secrets: Chapter Four: Original Sin                       | 秘密の書：第4章：原罪                           |
| 2019/03/05 | フラッシュ                   | シーズン5  | 第15話 | King Shark vs. Gorilla Grodd                                          | キング・シャーク VS ゴリラ・グロッド            |
| 2019/03/10 | スーパーガール               | シーズン4  | 第14話 | Stand and Deliver                                                     | リーダーシップ                                  |
| 2019/03/11 | アロー                       | シーズン7  | 第15話 | Training Day                                                          | 法の下の正義                                    |
| 2019/03/11 | ブラックライトニング         | シーズン2  | 第15話 | The Book of the Apocalypse: Chapter One: The Alpha                    | 啓示の書：第1章：アルファ                       |
| 2019/03/12 | フラッシュ                   | シーズン5  | 第16話 | Failure is an Orphan                                                  | 更なる脅威                                      |
| 2019/03/17 | スーパーガール               | シーズン4  | 第15話 | O Brother, Where Art Thou?                                            | ブラック・クリプトナイト                        |
| 2019/03/18 | アロー                       | シーズン7  | 第16話 | Star City 2040                                                        | スター・シティ ２０４０                         |
| 2019/03/18 | ブラックライトニング         | シーズン2  | 第16話 | The Book of the Apocalypse: Chapter Two: The Omega                    | 啓示の書：第2章：オメガ                         |
| 2019/03/19 | フラッシュ                   | シーズン5  | 第17話 | Time Bomb                                                             | 暴かれた秘密                                    |
| 2019/03/24 | スーパーガール               | シーズン4  | 第16話 | The House of L                                                        | レッドドーター                                  |
| 2019/03/25 | アロー                       | シーズン7  | 第17話 | Inheritance                                                           | ナインス・サークル                              |
| 2019/03/31 | スーパーガール               | シーズン4  | 第17話 | All About Eve                                                         | オール・アバウト・イヴ                          |
| 2019/04/01 | レジェンド・オブ・トゥモロー | シーズン4  | 第9話  | Lucha De Apuestas                                                     | マスクの男                                      |
| 2019/04/08 | レジェンド・オブ・トゥモロー | シーズン4  | 第10話 | The Getaway                                                           | 逃走車                                          |
| 2019/04/15 | レジェンド・オブ・トゥモロー | シーズン4  | 第11話 | Séance and Sensibility                                                | 愛に溺れて                                      |
| 2019/04/15 | アロー                       | シーズン7  | 第18話 | Lost Canary                                                           | ヒーローの証明                                  |
| 2019/04/16 | フラッシュ                   | シーズン5  | 第18話 | Godspeed                                                              | ゴッドスピード                                  |
| 2019/04/21 | スーパーガール               | シーズン4  | 第18話 | Crime and Punishment                                                  | クライム・アンド・パニッシュメント              |
| 2019/04/22 | レジェンド・オブ・トゥモロー | シーズン4  | 第12話 | The Eggplant, The Witch & The Wardrobe                                | 悪魔と魔女                                      |
| 2019/04/22 | アロー                       | シーズン7  | 第19話 | Spartan                                                               | スパルタン                                      |
| 2019/04/23 | フラッシュ                   | シーズン5  | 第19話 | Snow Pack                                                             | 和解                                            |
| 2019/04/28 | スーパーガール               | シーズン4  | 第19話 | American Dreamer                                                      | アメリカン・ドリーマー                          |
| 2019/04/29 | レジェンド・オブ・トゥモロー | シーズン4  | 第13話 | Egg MacGuffin                                                         | 金の卵                                          |
| 2019/04/29 | アロー                       | シーズン7  | 第20話 | Confessions                                                           | 偽りの告白                                      |
| 2019/04/30 | フラッシュ                   | シーズン5  | 第20話 | Gone Rogue                                                            | ヤング・ローグ                                  |
| 2019/05/05 | スーパーガール               | シーズン4  | 第20話 | Will The Real Miss Tessmacher Please Stand Up?                        | リアル・イヴ?                                   |
| 2019/05/06 | レジェンド・オブ・トゥモロー | シーズン4  | 第14話 | Nip/Stuck                                                             | ネロンの陰謀                                    |
| 2019/05/06 | アロー                       | シーズン7  | 第21話 | Living Proof                                                          | 負の連鎖                                        |
| 2019/05/07 | フラッシュ                   | シーズン5  | 第21話 | The Girl With The Red Lightning                                       | 赤い稲妻                                        |
| 2019/05/12 | スーパーガール               | シーズン4  | 第21話 | Red Dawn                                                              | レッド・ドーン                                  |
| 2019/05/13 | レジェンド・オブ・トゥモロー | シーズン4  | 第15話 | Terms of Service                                                      | 取引                                            |
| 2019/05/13 | アロー                       | シーズン7  | 第22話 | You Have Saved This City                                              | 街の救世主                                      |
| 2019/05/14 | フラッシュ                   | シーズン5  | 第22話 | Legacy                                                                | 人生の選択                                      |
| 2019/05/19 | スーパーガール               | シーズン4  | 第22話 | The Quest for Peace                                                   | ピース・クエスト                                |
| 2019/05/20 | レジェンド・オブ・トゥモロー | シーズン4  | 第16話 | Hey, World!                                                           | 魔法の国                                        |

## 展開⑧｜2019.10–2020.08（クライシス・オン・インフィニット・アース放送）
『ARROW/アロー』が完結を迎えた一方、新型コロナウィルス感染症の世界的流行によって『フラッシュ〈シーズン6〉』『スーパーガール〈シーズン5〉』『バットウーマン〈シーズン1〉』は制作中断となり、予定よりも数話ほど早く切り上げられた。

### 作品
| リリース                | 作品名                                                 | 形式               |
| ----------------------- | ------------------------------------------------------ | ------------------ |
| 2019/10/06 - 2020/05/17 | BATWOMAN/バットウーマン〈シーズン1〉                   | 実写テレビシリーズ |
| 2019/10/06 - 2020/05/17 | SUPERGIRL/スーパーガール〈シーズン5〉                  | 実写テレビシリーズ |
| 2019/10/07 - 2020/03/09 | ブラックライトニング〈シーズン3〉                      | 実写テレビシリーズ |
| 2019/10/08 - 2020/05/12 | THE FLASH/フラッシュ〈シーズン6〉                      | 実写テレビシリーズ |
| 2019/10/15 - 2020/01/28 | ARROW/アロー〈シーズン8〉                              | 実写テレビシリーズ |
| 2019/12/15 - 2020/01/19 | CRISIS ON INFINITE EARTHS GIANT                        | コミック           |
| 2020/01/14 - 2020/05/12 | レジェンド・オブ・トゥモロー〈シーズン5〉              | 実写テレビシリーズ |
| 2020/03/11 - 2020/03/23 | Mister Parker's CUL DE SAC                             | 短編映像           |
| 2020/05/18 - 2020/08/10 | スターガール〈シーズン1〉                              | 実写テレビシリーズ |
| 2020/05/26              | THE FLASH: SUPERGIRL'S SACRIFICE (CROSSOVER CRISIS #2) | 小説               |

### エピソード一覧
| 放送日     | 作品名                       | シーズン数 | 話数 （通算話数） | タイトル                                                              | 日本語版タイトル                                  |
| ---------- | ---------------------------- | ---------- | ----------------- | --------------------------------------------------------------------- | ------------------------------------------------- |
| 2019/10/06 | バットウーマン               | シーズン1  | 第1話             | Pilot                                                                 | 自分の居場所                                      |
| 2019/10/06 | スーパーガール               | シーズン5  | 第1話             | Event Horizon                                                         | ニュースーツ                                      |
| 2019/10/07 | ブラックライトニング         | シーズン3  | 第1話             | The Book of Occupation: Chapter One: Birth of the Blackbird           | 占領の書: 第1章: ブラックバードの誕生             |
| 2019/10/08 | フラッシュ                   | シーズン6  | 第1話             | Into the Void                                                         | ブラックホール                                    |
| 2019/10/13 | バットウーマン               | シーズン1  | 第2話             | The Rabbit Hole                                                       | 姉妹の絆                                          |
| 2019/10/13 | スーパーガール               | シーズン5  | 第2話             | Stranger Beside Me                                                    | ノーン・ノケーレ                                  |
| 2019/10/14 | ブラックライトニング         | シーズン3  | 第2話             | The Book of Occupation: Chapter Two: Maryam's Tasbih                  | 占領の書: 第2章: マリアムのミスバハ               |
| 2019/10/15 | フラッシュ                   | シーズン6  | 第2話             | A Flash of the Lightning                                              | 絶望と希望                                        |
| 2019/10/15 | アロー                       | シーズン8  | 第1話             | Starling City                                                         | もう１つの現実                                    |
| 2019/10/20 | バットウーマン               | シーズン1  | 第3話             | Down Down Down                                                        | 決意                                              |
| 2019/10/20 | スーパーガール               | シーズン5  | 第3話             | Blurred Lines                                                         | ビーイング・オープン                              |
| 2019/10/21 | ブラックライトニング         | シーズン3  | 第3話             | The Book of Occupation: Chapter Three: Agent Odell's Pipe-Dream       | 占領の書: 第3章: オデルの計略                     |
| 2019/10/22 | フラッシュ                   | シーズン6  | 第3話             | Dead Man Running                                                      | 忍び寄る脅威                                      |
| 2019/10/22 | アロー                       | シーズン8  | 第2話             | Welcome to Hong Kong                                                  | 選ぶべき道                                        |
| 2019/10/27 | バットウーマン               | シーズン1  | 第4話             | Who Are You?                                                          | 二重生活                                          |
| 2019/10/27 | スーパーガール               | シーズン5  | 第4話             | In Plain Sight                                                        | マレフィク                                        |
| 2019/10/28 | ブラックライトニング         | シーズン3  | 第4話             | The Book of Occupation: Chapter Four: Lynn's Ouroboros                | 占領の書: 第4章: リンのウロボロス                 |
| 2019/10/29 | フラッシュ                   | シーズン6  | 第4話             | There Will Be Blood                                                   | リーダーの条件                                    |
| 2019/10/29 | アロー                       | シーズン8  | 第3話             | Leap of Faith                                                         | 揺らぐ信念                                        |
| 2019/11/03 | バットウーマン               | シーズン1  | 第5話             | Mine Is a Long And a Sad Tale                                         | 過去の真実                                        |
| 2019/11/03 | スーパーガール               | シーズン5  | 第5話             | Dangerous Liaisons                                                    | リップ・ロアー                                    |
| 2019/11/05 | フラッシュ                   | シーズン6  | 第5話             | Kiss Kiss Breach Breach                                               | 大切な存在                                        |
| 2019/11/05 | アロー                       | シーズン8  | 第4話             | Present Tense                                                         | 父と子                                            |
| 2019/11/10 | バットウーマン               | シーズン1  | 第6話             | I'll Be Judge, I'll Be Jury                                           | 真の正義とは                                      |
| 2019/11/10 | スーパーガール               | シーズン5  | 第6話             | Confidence Women                                                      | アクラタ                                          |
| 2019/11/11 | ブラックライトニング         | シーズン3  | 第5話             | The Book of Occupation: Chapter Five: Requiem for Tavon               | 占領の書: 第5章: テイヴォンに捧げるレクイエム     |
| 2019/11/17 | バットウーマン               | シーズン1  | 第7話             | Tell Me the Truth                                                     | 信じること                                        |
| 2019/11/17 | スーパーガール               | シーズン5  | 第7話             | Tremors                                                               | リバイアサン                                      |
| 2019/11/18 | ブラックライトニング         | シーズン3  | 第6話             | The Book of Resistance: Chapter One: Knocking on Heaven's Door        | レジスタンスの書: 第1章: 天国への扉               |
| 2019/11/19 | フラッシュ                   | シーズン6  | 第6話             | License to Elongate                                                   | スパイ･ヒーロー                                   |
| 2019/11/19 | アロー                       | シーズン8  | 第5話             | Prochnost                                                             | 葛藤                                              |
| 2019/11/25 | ブラックライトニング         | シーズン3  | 第7話             | The Book of Resistance: Chapter Two: Henderson's Opus                 | レジスタンスの書: 第2章: ヘンダーソンの密計       |
| 2019/11/26 | フラッシュ                   | シーズン6  | 第7話             | The Last Temptation of Barry Allen, Pt. 1                             | 悪夢の始まり                                      |
| 2019/11/26 | アロー                       | シーズン8  | 第6話             | Reset                                                                 | タイムループ                                      |
| 2019/12/01 | バットウーマン               | シーズン1  | 第8話             | A Mad Tea-Party                                                       | アリスのお茶会                                    |
| 2019/12/01 | スーパーガール               | シーズン5  | 第8話             | The Wrath of Rama Khan                                                | ラマ・カーン                                      |
| 2019/12/02 | ブラックライトニング         | シーズン3  | 第8話             | The Book of Resistance: Chapter Three: The Battle of Franklin Terrace | レジスタンスの書: 第3章: フランクリンテラスの戦い |
| 2019/12/03 | フラッシュ                   | シーズン6  | 第8話             | The Last Temptation of Barry Allen, Pt. 2                             | 悪夢の終わり                                      |
| 2019/12/03 | アロー                       | シーズン8  | 第7話             | Purgatory                                                             | 煉獄                                              |
| 2019/12/08 | スーパーガール               | シーズン5  | 第9話             | Crisis on Infinite Earths: Part One                                   | クライシス・オン・インフィニット・アース パート1  |
| 2019/12/09 | バットウーマン               | シーズン1  | 第9話             | Crisis on Infinite Earths: Part Two                                   | クライシス・オン・インフィニット・アース パート2  |
| 2019/12/09 | ブラックライトニング         | シーズン3  | 第9話             | The Book of Resistance: Chapter Four: Earth Crisis                    | レジスタンスの書: 第4章: アース・クライシス       |
| 2019/12/10 | フラッシュ                   | シーズン6  | 第9話             | Crisis on Infinite Earths: Part Three                                 | クライシス・オン・インフィニット・アース パート3  |
| 2020/01/14 | アロー                       | シーズン8  | 第8話             | Crisis on Infinite Earths: Part Four                                  | クライシス・オン・インフィニット・アース パート4  |
| 2020/01/14 | レジェンド・オブ・トゥモロー | シーズン5  | 特別回 （第1話）  | Crisis on Infinite Earths: Part Five                                  | クライシス・オン・インフィニット・アース パート5  |
| 2020/01/19 | バットウーマン               | シーズン1  | 第10話            | How Queer Everything Is Today!                                        | 本当の自分                                        |
| 2020/01/19 | スーパーガール               | シーズン5  | 第10話            | The Bottle Episode                                                    | ボトル・エピソード                                |
| 2020/01/20 | ブラックライトニング         | シーズン3  | 第10話            | The Book of Markovia: Chapter One: Blessings and Curses Reborn        | マルコビアの書: 第1章: 祝福であり呪いでもあるもの |
| 2020/01/21 | アロー                       | シーズン8  | 第9話             | Green Arrow & The Canaries                                            | グリーンアロー＆キャナリーズ                      |
| 2020/01/21 | レジェンド・オブ・トゥモロー | シーズン5  | 第1話 （第2話）   | Meet the Legends                                                      | レジェンドの素顔                                  |
| 2020/01/26 | バットウーマン               | シーズン1  | 第11話            | An Un-Birthday Present                                                | 誕生日の贈り物                                    |
| 2020/01/26 | スーパーガール               | シーズン5  | 第11話            | Back From the Future - Part One                                       | バック・フロム・ザ・フューチャー パート1          |
| 2020/01/27 | ブラックライトニング         | シーズン3  | 第11話            | The Book of Markovia: Chapter Two: Lynn's Addiction                   | マルコビアの書: 第2章: 深みにはまるリン           |
| 2020/01/28 | アロー                       | シーズン8  | 第10話            | Fadeout                                                               | 伝説の終わりと始まり                              |
| 2020/02/03 | ブラックライトニング         | シーズン3  | 第12話            | The Book of Markovia: Chapter Three: Motherless ID                    | マルコビアの書: 第3章: 母殺しの自我               |
| 2020/02/04 | フラッシュ                   | シーズン6  | 第10話            | Marathon                                                              | 託されたもの                                      |
| 2020/02/04 | レジェンド・オブ・トゥモロー | シーズン5  | 第2話 （第3話）   | Miss Me, Kiss Me, Love Me                                             | 危険な女                                          |
| 2020/02/10 | ブラックライトニング         | シーズン3  | 第13話            | The Book of Markovia: Chapter Four: Grab the Strap                    | マルコビアの書: 第4章: 救出作戦                   |
| 2020/02/11 | フラッシュ                   | シーズン6  | 第11話            | Love Is A Battlefield                                                 | 愛と争いの果てに                                  |
| 2020/02/11 | レジェンド・オブ・トゥモロー | シーズン5  | 第3話 （第4話）   | Slay Anything                                                         | プロムの悪夢                                      |
| 2020/02/16 | バットウーマン               | シーズン1  | 第12話            | Take Your Choice                                                      | ケイトの選択                                      |
| 2020/02/16 | スーパーガール               | シーズン5  | 第12話            | Back From the Future - Part Two                                       | バック・フロム・ザ・フューチャー パート2          |
| 2020/02/18 | フラッシュ                   | シーズン6  | 第12話            | A Girl Named Sue                                                      | スー･ディアボンの秘密                             |
| 2020/02/18 | レジェンド・オブ・トゥモロー | シーズン5  | 第4話 （第5話）   | A Head of Her Time                                                    | パーティーの女王                                  |
| 2020/02/23 | バットウーマン               | シーズン1  | 第13話            | Drink Me                                                              | 吸血鬼                                            |
| 2020/02/23 | スーパーガール               | シーズン5  | 第13話            | It's a Super Life                                                     | スーパーライフ                                    |
| 2020/02/24 | ブラックライトニング         | シーズン3  | 第14話            | The Book of War: Chapter One: Homecoming                              | 戦争の書: 第1章: 帰郷                             |
| 2020/02/25 | フラッシュ                   | シーズン6  | 第13話            | Grodd Friended Me                                                     | 新たな絆                                          |
| 2020/02/25 | レジェンド・オブ・トゥモロー | シーズン5  | 第5話 （第6話）   | Mortal Khanbat                                                        | 香港の狼                                          |
| 2020/03/02 | ブラックライトニング         | シーズン3  | 第15話            | The Book of War: Chapter Two: Freedom Ain't Free                      | 戦争の書: 第2章: 自由のために                     |
| 2020/03/08 | バットウーマン               | シーズン1  | 第14話            | Grinning From Ear to Ear                                              | 新たな関係                                        |
| 2020/03/08 | スーパーガール               | シーズン5  | 第14話            | The Bodyguard                                                         | スーパーガード                                    |
| 2020/03/09 | ブラックライトニング         | シーズン3  | 第16話            | The Book of War: Chapter Three: Liberation                            | 戦争の書: 第3章: 解放                             |
| 2020/03/10 | フラッシュ                   | シーズン6  | 第14話            | Death of the Speed Force                                              | スピードフォースの死                              |
| 2020/03/10 | レジェンド・オブ・トゥモロー | シーズン5  | 第6話 （第7話）   | Mr. Parker's Cul-De-Sac                                               | 父の願い                                          |
| 2020/03/15 | バットウーマン               | シーズン1  | 第15話            | Off With Her Head                                                     | ハートの女王                                      |
| 2020/03/15 | スーパーガール               | シーズン5  | 第15話            | Reality Bytes                                                         | トランスジェンダー・ヒーロー                      |
| 2020/03/17 | フラッシュ                   | シーズン6  | 第15話            | The Exorcism of Nash Wells                                            | ナッシュの過去                                    |
| 2020/03/17 | レジェンド・オブ・トゥモロー | シーズン5  | 第7話 （第8話）   | Romeo V. Juliet: Dawn of Justness                                     | 友との別れ                                        |
| 2020/03/22 | バットウーマン               | シーズン1  | 第16話            | Through the Looking-Glass                                             | 後悔と裏切り                                      |
| 2020/03/22 | スーパーガール               | シーズン5  | 第16話            | Alex in Wonderland )                                                  | アレックス・イン・ワンダーランド                  |
| 2020/04/21 | フラッシュ                   | シーズン6  | 第16話            | So Long and Goodnight                                                 | 別れの夜                                          |
| 2020/04/21 | レジェンド・オブ・トゥモロー | シーズン5  | 第8話 （第9話）   | Zari, Not Zari                                                        | 私の知らない私                                    |
| 2020/04/26 | バットウーマン               | シーズン1  | 第17話            | A Narrow Escape                                                       | ヒーローの資格                                    |
| 2020/04/28 | フラッシュ                   | シーズン6  | 第17話            | Liberation                                                            | 本当の自分                                        |
| 2020/04/28 | レジェンド・オブ・トゥモロー | シーズン5  | 第9話 （第10話）  | The Great British Fake Off                                            | 指輪狂騒曲                                        |
| 2020/05/03 | バットウーマン               | シーズン1  | 第18話            | If You Believe In Me, I'll Believe In You                             | 日記の秘密                                        |
| 2020/05/03 | スーパーガール               | シーズン5  | 第17話            | Deus Lex Machina                                                      | デウス・レックス・マキナ                          |
| 2020/05/05 | フラッシュ                   | シーズン6  | 第18話            | Pay the Piper                                                         | 許すということ                                    |
| 2020/05/05 | レジェンド・オブ・トゥモロー | シーズン5  | 第10話 （第11話） | Ship Broken                                                           | 親子の絆                                          |
| 2020/05/10 | バットウーマン               | シーズン1  | 第19話            | A Secret Kept From All the Rest                                       | 失った信頼                                        |
| 2020/05/10 | スーパーガール               | シーズン5  | 第18話            | The Missing Link                                                      | ミッシング・リンク                                |
| 2020/05/12 | フラッシュ                   | シーズン6  | 第19話            | Success Is Assured                                                    | 反撃の狼煙                                        |
| 2020/05/12 | レジェンド・オブ・トゥモロー | シーズン5  | 第11話 （第12話） | Freaks and Greeks                                                     | 聖杯伝説                                          |
| 2020/05/17 | バットウーマン               | シーズン1  | 第20話            | O, Mouse!                                                             | 希望と絶望                                        |
| 2020/05/17 | スーパーガール               | シーズン5  | 第19話            | Immortal Kombat                                                       | イモータルコンバット                              |
| 2020/05/18 | スターガール                 | シーズン1  | 第1話             | Stargirl                                                              |                                                   |
| 2020/05/19 | レジェンド・オブ・トゥモロー | シーズン5  | 第12話 （第13話） | I Am Legends                                                          | ウィー･アー･レジェンド                            |
| 2020/05/25 | スターガール                 | シーズン1  | 第2話             | S.T.R.I.P.E.                                                          |                                                   |
| 2020/05/26 | レジェンド・オブ・トゥモロー | シーズン5  | 第13話 （第14話） | The One Where We're Trapped On TV                                     | 画面の中の真実                                    |
| 2020/06/01 | スターガール                 | シーズン1  | 第3話             | Icicle                                                                |                                                   |
| 2020/06/02 | レジェンド・オブ・トゥモロー | シーズン5  | 第14話 （第15話） | Swan Thong                                                            | 運命の歯車                                        |
| 2020/06/08 | スターガール                 | シーズン1  | 第4話             | Wildcat                                                               |                                                   |
| 2020/06/15 | スターガール                 | シーズン1  | 第5話             | Hourman and Dr. Mid-Nite                                              |                                                   |
| 2020/06/22 | スターガール                 | シーズン1  | 第6話             | The Justice Society                                                   |                                                   |
| 2020/06/29 | スターガール                 | シーズン1  | 第7話             | Shiv Part One                                                         |                                                   |
| 2020/07/06 | スターガール                 | シーズン1  | 第8話             | Shiv Part Two                                                         |                                                   |
| 2020/07/13 | スターガール                 | シーズン1  | 第9話             | Brainwave                                                             |                                                   |
| 2020/07/20 | スターガール                 | シーズン1  | 第10話            | Brainwave Jr.                                                         |                                                   |
| 2020/07/27 | スターガール                 | シーズン1  | 第11話            | Shining Knight                                                        |                                                   |
| 2020/08/03 | スターガール                 | シーズン1  | 第12話            | Stars and S.T.R.I.P.E. Part One                                       |                                                   |
| 2020/08/10 | スターガール                 | シーズン1  | 第13話            | Stars and S.T.R.I.P.E. Part Two                                       |                                                   |

## 展開⑨｜2021.01–2021.09（スーパーマン＆ロイス放送開始）
コロナ禍により、キスやハグといった肉体的接触を伴う演技が極力避けられ、計画されていた『バットウーマン〈シーズン2〉』と『スーパーマン&ロイス〈シーズン1〉』のクロスオーバーが中止となった。また、放送日程が変則的になった。

### 作品
| リリース                | 作品名                                                  | 形式               |
| ----------------------- | ------------------------------------------------------- | ------------------ |
| 2021/01/17 - 2021/06/27 | BATWOMAN/バットウーマン〈シーズン2〉                    | 実写テレビシリーズ |
| 2021/02/08 - 2021/05/24 | ブラックライトニング〈シーズン4〉                       | 実写テレビシリーズ |
| 2021/02/23 - 2021/08/17 | スーパーマン＆ロイス〈シーズン1〉                       | 実写テレビシリーズ |
| 2021/03/02 - 2021/07/20 | THE FLASH/フラッシュ〈シーズン7〉                       | 実写テレビシリーズ |
| 2021/03/23              | THE FLASH: THE LEGENDS OF FOREVER (CROSSOVER CRISIS #3) | 小説               |
| 2021/03/30 - 2021/09/28 | SUPERGIRL/スーパーガール〈シーズン6〉 第1話〜第13話     | 実写テレビシリーズ |
| 2021/05/02 - 2021/09/05 | レジェンド・オブ・トゥモロー〈シーズン6〉               | 実写テレビシリーズ |
| 2021/06/08              | Date Night                                              | コミック           |
| 2021/08/10 - 2021/09/28 | スターガール〈シーズン2〉 第1話〜第8話                  | 実写テレビシリーズ |

### クロスオーバー

#### ジョン・ディグルの番組横断
複数の番組・複数のエピソードにまたがる形で紡がれる、『ARROW/アロー』最終話で「緑色に輝く物体」を拾ったジョン・ディグルのその後の物語。
物語は2021年9月までのエピソードで終わらず、2021年10月以降のエピソードでも展開されている。

### エピソード一覧
| 放送日     | 作品名                       | シーズン数 | 話数   | タイトル                                                          |
| ---------- | ---------------------------- | ---------- | ------ | ----------------------------------------------------------------- |
| 2021/01/17 | バットウーマン               | シーズン2  | 第1話  | Whatever Happened to Kate Kane?                                   |
| 2021/01/24 | バットウーマン               | シーズン2  | 第2話  | Prior Criminal History                                            |
| 2021/01/31 | バットウーマン               | シーズン2  | 第3話  | Bat Girl Magic!                                                   |
| 2021/02/08 | ブラックライトニング         | シーズン4  | 第1話  | The Book of Reconstruction: Chapter One: Collateral Damage        |
| 2021/02/14 | バットウーマン               | シーズン2  | 第4話  | Fair Skin, Blue Eyes                                              |
| 2021/02/15 | ブラックライトニング         | シーズン4  | 第2話  | The Book of Reconstruction: Chapter Two: Unacceptable Losses      |
| 2021/02/21 | バットウーマン               | シーズン2  | 第5話  | Gore on Canvas                                                    |
| 2021/02/22 | ブラックライトニング         | シーズン4  | 第3話  | The Book of Reconstruction: Chapter Three: Despite All My Rage... |
| 2021/02/23 | スーパーマン＆ロイス         | シーズン1  | 第1話  | Pilot                                                             |
| 2021/02/28 | バットウーマン               | シーズン2  | 第6話  | Do Not Resuscitate                                                |
| 2021/03/01 | ブラックライトニング         | シーズン4  | 第4話  | The Book of Reconstruction: Chapter Four: A Light in the Darkness |
| 2021/03/02 | フラッシュ                   | シーズン7  | 第1話  | All's Wells That Ends Wells                                       |
| 2021/03/02 | スーパーマン＆ロイス         | シーズン1  | 第2話  | Heritage                                                          |
| 2021/03/08 | ブラックライトニング         | シーズン4  | 第5話  | The Book of Ruin: Chapter One: Picking Up the Pieces              |
| 2021/03/09 | フラッシュ                   | シーズン7  | 第2話  | The Speed of Thought                                              |
| 2021/03/09 | スーパーマン＆ロイス         | シーズン1  | 第3話  | The Perks of Not Being a Wallflower                               |
| 2021/03/14 | バットウーマン               | シーズン2  | 第7話  | It's Best You Stop Digging                                        |
| 2021/03/15 | ブラックライトニング         | シーズン4  | 第6話  | The Book of Ruin: Chapter Two: Theseus's Ship                     |
| 2021/03/16 | フラッシュ                   | シーズン7  | 第3話  | Mother                                                            |
| 2021/03/16 | スーパーマン＆ロイス         | シーズン1  | 第4話  | Haywire                                                           |
| 2021/03/21 | バットウーマン               | シーズン2  | 第8話  | Survived Much Worse                                               |
| 2021/03/23 | フラッシュ                   | シーズン7  | 第4話  | Central City Strong                                               |
| 2021/03/23 | スーパーマン＆ロイス         | シーズン1  | 第5話  | The Best of Smallville                                            |
| 2021/03/28 | バットウーマン               | シーズン2  | 第9話  | Rule #1                                                           |
| 2021/03/30 | フラッシュ                   | シーズン7  | 第5話  | Fear Me                                                           |
| 2021/03/30 | スーパーガール               | シーズン6  | 第1話  | Rebirth                                                           |
| 2021/04/06 | フラッシュ                   | シーズン7  | 第6話  | The One With The Nineties                                         |
| 2021/04/06 | スーパーガール               | シーズン6  | 第2話  | A Few Good Women                                                  |
| 2021/04/11 | バットウーマン               | シーズン2  | 第10話 | Time Off for Good Behavior                                        |
| 2021/04/12 | ブラックライトニング         | シーズン4  | 第7話  | Painkiller                                                        |
| 2021/04/13 | フラッシュ                   | シーズン7  | 第7話  | Growing Pains                                                     |
| 2021/04/13 | スーパーガール               | シーズン6  | 第3話  | Phantom Menaces                                                   |
| 2021/04/18 | バットウーマン               | シーズン2  | 第11話 | Arrive Alive                                                      |
| 2021/04/19 | ブラックライトニング         | シーズン4  | 第8話  | The Book of Ruin: Chapter Three: Things Fall Apart                |
| 2021/04/20 | スーパーガール               | シーズン6  | 第4話  | Lost Souls                                                        |
| 2021/04/26 | ブラックライトニング         | シーズン4  | 第9話  | The Book of Ruin: Chapter Four: Lyding                            |
| 2021/04/27 | スーパーガール               | シーズン6  | 第5話  | Prom Night!                                                       |
| 2021/05/02 | バットウーマン               | シーズン2  | 第12話 | Initiate Self-Destruct                                            |
| 2021/05/02 | レジェンド・オブ・トゥモロー | シーズン6  | 第1話  | Ground Control To Sara Lance                                      |
| 2021/05/03 | ブラックライトニング         | シーズン4  | 第10話 | The Book of Reunification: Chapter One: Revelations               |
| 2021/05/04 | フラッシュ                   | シーズン7  | 第8話  | The People v. Killer Frost                                        |
| 2021/05/04 | スーパーガール               | シーズン6  | 第6話  | Prom Again!                                                       |
| 2021/05/09 | バットウーマン               | シーズン2  | 第13話 | I'll Give You a Clue                                              |
| 2021/05/09 | レジェンド・オブ・トゥモロー | シーズン6  | 第2話  | Meat: The Legends                                                 |
| 2021/05/10 | ブラックライトニング         | シーズン4  | 第11話 | The Book of Reunification: Chapter Two: Trial and Errors          |
| 2021/05/11 | フラッシュ                   | シーズン7  | 第9話  | Timeless                                                          |
| 2021/05/11 | スーパーガール               | シーズン6  | 第7話  | Fear Knot                                                         |
| 2021/05/16 | バットウーマン               | シーズン2  | 第14話 | And Justice For All                                               |
| 2021/05/16 | レジェンド・オブ・トゥモロー | シーズン6  | 第3話  | The Ex-Factor                                                     |
| 2021/05/17 | ブラックライトニング         | シーズン4  | 第12話 | The Book of Resurrection: Chapter One: Crossroads                 |
| 2021/05/18 | フラッシュ                   | シーズン7  | 第10話 | Family Matters, Part 1                                            |
| 2021/05/18 | スーパーマン＆ロイス         | シーズン1  | 第6話  | Broken Trust                                                      |
| 2021/05/24 | ブラックライトニング         | シーズン4  | 第13話 | The Book of Resurrection: Chapter Two: Closure                    |
| 2021/05/25 | フラッシュ                   | シーズン7  | 第11話 | Family Matters, Part 2                                            |
| 2021/05/25 | レジェンド・オブ・トゥモロー | シーズン6  | 第4話  | Bay of Squids                                                     |
| 2021/05/25 | スーパーマン＆ロイス         | シーズン1  | 第7話  | Man of Steel                                                      |
| 2021/06/01 | スーパーマン＆ロイス         | シーズン1  | 第8話  | Holding the Wrench                                                |
| 2021/06/06 | バットウーマン               | シーズン2  | 第15話 | Armed and Dangerous                                               |
| 2021/06/06 | レジェンド・オブ・トゥモロー | シーズン6  | 第5話  | The Satanist's Apprentice                                         |
| 2021/06/08 | フラッシュ                   | シーズン7  | 第12話 | Good-Bye Vibrations                                               |
| 2021/06/08 | スーパーマン＆ロイス         | シーズン1  | 第9話  | Loyal Subjekts                                                    |
| 2021/06/13 | バットウーマン               | シーズン2  | 第16話 | Rebirth                                                           |
| 2021/06/13 | レジェンド・オブ・トゥモロー | シーズン6  | 第6話  | Bishop's Gambit                                                   |
| 2021/06/15 | フラッシュ                   | シーズン7  | 第13話 | Masquerade                                                        |
| 2021/06/15 | スーパーマン＆ロイス         | シーズン1  | 第10話 | O Mother, Where Art Thou?                                         |
| 2021/06/20 | バットウーマン               | シーズン2  | 第17話 | Kane, Kate                                                        |
| 2021/06/20 | レジェンド・オブ・トゥモロー | シーズン6  | 第7話  | Back to the Finale: Part II                                       |
| 2021/06/22 | フラッシュ                   | シーズン7  | 第14話 | Rayo de Luz                                                       |
| 2021/06/22 | スーパーマン＆ロイス         | シーズン1  | 第11話 | A Brief Reminiscence In-Between Cataclysmic Events                |
| 2021/06/27 | バットウーマン               | シーズン2  | 第18話 | Power                                                             |
| 2021/06/27 | レジェンド・オブ・トゥモロー | シーズン6  | 第8話  | Stressed Western                                                  |
| 2021/06/29 | フラッシュ                   | シーズン7  | 第15話 | Enemy At the Gates                                                |
| 2021/07/06 | フラッシュ                   | シーズン7  | 第16話 | P.O.W.                                                            |
| 2021/07/11 | レジェンド・オブ・トゥモロー | シーズン6  | 第9話  | This Is Gus                                                       |
| 2021/07/13 | フラッシュ                   | シーズン7  | 第17話 | Heart of the Matter, Part 1                                       |
| 2021/07/13 | スーパーマン＆ロイス         | シーズン1  | 第12話 | Through The Valley Of Death                                       |
| 2021/07/18 | レジェンド・オブ・トゥモロー | シーズン6  | 第10話 | Bad Blood                                                         |
| 2021/07/20 | フラッシュ                   | シーズン7  | 第18話 | Heart of the Matter, Part 2                                       |
| 2021/07/20 | スーパーマン＆ロイス         | シーズン1  | 第13話 | Fail Safe                                                         |
| 2021/08/08 | レジェンド・オブ・トゥモロー | シーズン6  | 第11話 | The Final Frame                                                   |
| 2021/08/10 | スターガール                 | シーズン2  | 第1話  | Summer School: Chapter One                                        |
| 2021/08/10 | スーパーマン＆ロイス         | シーズン1  | 第14話 | The Eradicator                                                    |
| 2021/08/15 | レジェンド・オブ・トゥモロー | シーズン6  | 第12話 | Bored On Board Onboard                                            |
| 2021/08/17 | スターガール                 | シーズン2  | 第2話  | Summer School: Chapter Two                                        |
| 2021/08/17 | スーパーマン＆ロイス         | シーズン1  | 第15話 | Last Sons of Krypton                                              |
| 2021/08/22 | レジェンド・オブ・トゥモロー | シーズン6  | 第13話 | Silence of the Sonograms                                          |
| 2021/08/24 | スターガール                 | シーズン2  | 第3話  | Summer School: Chapter Three                                      |
| 2021/08/24 | スーパーガール               | シーズン6  | 第8話  | Welcome Back, Kara!                                               |
| 2021/08/29 | レジェンド・オブ・トゥモロー | シーズン6  | 第14話 | There Will Be Brood                                               |
| 2021/08/31 | スターガール                 | シーズン2  | 第4話  | Summer School: Chapter Four                                       |
| 2021/08/31 | スーパーガール               | シーズン6  | 第9話  | Dream Weaver                                                      |
| 2021/09/05 | レジェンド・オブ・トゥモロー | シーズン6  | 第15話 | The Fungus Amongus                                                |
| 2021/09/07 | スターガール                 | シーズン2  | 第5話  | Summer School: Chapter Five                                       |
| 2021/09/07 | スーパーガール               | シーズン6  | 第10話 | Still I Rise                                                      |
| 2021/09/14 | スターガール                 | シーズン2  | 第6話  | Summer School: Chapter Six                                        |
| 2021/09/14 | スーパーガール               | シーズン6  | 第11話 | Mxy in the Middle                                                 |
| 2021/09/21 | スターガール                 | シーズン2  | 第7話  | Summer School: Chapter Seven                                      |
| 2021/09/21 | スーパーガール               | シーズン6  | 第12話 | Blind Spots                                                       |
| 2021/09/28 | スターガール                 | シーズン2  | 第8話  | Summer School: Chapter Eight                                      |
| 2021/09/28 | スーパーガール               | シーズン6  | 第13話 | The Gauntlet                                                      |

## 展開⑩｜2021.10–2022.06（アース・プライム刊行）
テレビ本編と連動した全6号のコミックシリーズ『アース・プライム』が刊行され、コロナ禍や予算の問題によってテレビでは実現困難だった物語や大型クロスオーバー・エピソードが紡がれた。

### 作品
| リリース                | 作品名                                               | 形式               |
| ----------------------- | ---------------------------------------------------- | ------------------ |
| 2021/10/05 - 2021/11/09 | SUPERGIRL/スーパーガール〈シーズン6〉 第14話〜第20話 | 実写テレビシリーズ |
| 2021/10/05 - 2021/11/02 | スターガール〈シーズン2〉 第9話〜第13話              | 実写テレビシリーズ |
| 2021/10/13 - 2022/03/02 | レジェンド・オブ・トゥモロー〈シーズン7〉            | 実写テレビシリーズ |
| 2021/10/13 - 2022/03/03 | BATWOMAN/バットウーマン〈シーズン3〉                 | 実写テレビシリーズ |
| 2021/11/16 - 2022/06/29 | THE FLASH/フラッシュ〈シーズン8〉                    | 実写テレビシリーズ |
| 2021/12/01              | Beebo Saves Christmas                                | アニメ特番         |
| 2022/01/11 - 2022/06/28 | スーパーマン＆ロイス〈シーズン2〉                    | 実写テレビシリーズ |
| 2022/04/05 - 2022/06/21 | EARTH-PRIME                                          | コミック           |

### クロスオーバー

#### アルマゲドン
該当エピソード：『THE FLASH/フラッシュ』シーズン8 第1話〜第5話
エピソードごとに他番組のキャラクターがゲストで登場する、『THE FLASH/フラッシュ』シーズン8の最初の章。クロスオーバー・イベントほど大規模なクロスオーバーではなく、The CWのマーク・ペドウィッツからは「クロスオーバー風のもの」「『THE FLASH/フラッシュ』に限定される」と説明されている。
このクロスオーバーの企画を受けて、『ブラックライトニング』最終シーズンは最終話の内容が少し変更された。
『スーパーマン＆ロイス』からクラーク・ケント／スーパーマンを登場させる案もあったが、スケジュールの都合と新型コロナウィルス感染症流行の関係で実現には至らなかった。

### エピソード一覧
| 放送日     | 作品名                       | シーズン数 | 話数   | タイトル                              |
| ---------- | ---------------------------- | ---------- | ------ | ------------------------------------- |
| 2021/10/05 | スーパーガール               | シーズン6  | 第14話 | Magical Thinking                      |
| 2021/10/05 | スターガール                 | シーズン2  | 第9話  | Summer School: Chapter Nine           |
| 2021/10/12 | スーパーガール               | シーズン6  | 第15話 | Hope for Tomorrow                     |
| 2021/10/12 | スターガール                 | シーズン2  | 第10話 | Summer School: Chapter Ten            |
| 2021/10/13 | バットウーマン               | シーズン3  | 第1話  | Mad As a Hatter                       |
| 2021/10/13 | レジェンド・オブ・トゥモロー | シーズン7  | 第1話  | The Bullet Blondes                    |
| 2021/10/19 | スーパーガール               | シーズン6  | 第16話 | Nightmare in National City            |
| 2021/10/19 | スターガール                 | シーズン2  | 第11話 | Summer School: Chapter Eleven         |
| 2021/10/20 | バットウーマン               | シーズン3  | 第2話  | Loose Tooth                           |
| 2021/10/20 | レジェンド・オブ・トゥモロー | シーズン7  | 第2話  | The Need for Speed                    |
| 2021/10/26 | スーパーガール               | シーズン6  | 第17話 | I Believe in a thing Called Love      |
| 2021/10/26 | スターガール                 | シーズン2  | 第12話 | Summer School: Chapter Twelve         |
| 2021/10/27 | バットウーマン               | シーズン3  | 第3話  | Freeze                                |
| 2021/10/27 | レジェンド・オブ・トゥモロー | シーズン7  | 第3話  | wvrdr_error_100 not found             |
| 2021/11/02 | スーパーガール               | シーズン6  | 第18話 | Truth or Consequences                 |
| 2021/11/02 | スターガール                 | シーズン2  | 第13話 | Summer School: Chapter Thirteen       |
| 2021/11/03 | バットウーマン               | シーズン3  | 第4話  | Antifreeze                            |
| 2021/11/03 | レジェンド・オブ・トゥモロー | シーズン7  | 第4話  | Speakeasy Does It                     |
| 2021/11/09 | スーパーガール               | シーズン6  | 第19話 | The Last Gauntlet                     |
| 2021/11/09 | スーパーガール               | シーズン6  | 第20話 | Kara                                  |
| 2021/11/10 | バットウーマン               | シーズン3  | 第5話  | A Lesson From Professor Pyg           |
| 2021/11/10 | レジェンド・オブ・トゥモロー | シーズン7  | 第5話  | It's a Mad, Mad, Mad, Mad Scientist   |
| 2021/11/16 | フラッシュ                   | シーズン8  | 第1話  | Armageddon, Part 1                    |
| 2021/11/17 | バットウーマン               | シーズン3  | 第6話  | How Does Your Garden Grow?            |
| 2021/11/17 | レジェンド・オブ・トゥモロー | シーズン7  | 第6話  | Deus Ex Latrina                       |
| 2021/11/23 | フラッシュ                   | シーズン8  | 第2話  | Armageddon, Part 2                    |
| 2021/11/24 | バットウーマン               | シーズン3  | 第7話  | Pick Your Poison                      |
| 2021/11/24 | レジェンド・オブ・トゥモロー | シーズン7  | 第7話  | A Woman's Place is in the War Effort! |
| 2021/11/30 | フラッシュ                   | シーズン8  | 第3話  | Armageddon, Part 3                    |
| 2021/12/07 | フラッシュ                   | シーズン8  | 第4話  | Armageddon, Part 4                    |
| 2021/12/14 | フラッシュ                   | シーズン8  | 第5話  | Armageddon, Part 5                    |
| 2022/01/11 | スーパーマン＆ロイス         | シーズン2  | 第1話  | What Lies Beneath                     |
| 2022/01/12 | バットウーマン               | シーズン3  | 第8話  | Trust Destiny                         |
| 2022/01/12 | レジェンド・オブ・トゥモロー | シーズン7  | 第8話  | Paranoid Android                      |
| 2022/01/18 | スーパーマン＆ロイス         | シーズン2  | 第2話  | The Ties That Bind                    |
| 2022/01/19 | バットウーマン               | シーズン3  | 第9話  | Meet Your Maker                       |
| 2022/01/19 | レジェンド・オブ・トゥモロー | シーズン7  | 第9話  | Lowest Common Demoninator             |
| 2022/01/25 | スーパーマン＆ロイス         | シーズン2  | 第3話  | The Thing in the Mines                |
| 2022/01/26 | バットウーマン               | シーズン3  | 第10話 | Toxic                                 |
| 2022/01/26 | レジェンド・オブ・トゥモロー | シーズン7  | 第10話 | The Fixed Point                       |
| 2022/02/01 | スーパーマン＆ロイス         | シーズン2  | 第4話  | The Inverse Method                    |
| 2022/02/02 | バットウーマン               | シーズン3  | 第11話 | Broken Toys                           |
| 2022/02/02 | レジェンド・オブ・トゥモロー | シーズン7  | 第11話 | Rage Against the Machines             |
| 2022/02/22 | スーパーマン＆ロイス         | シーズン2  | 第5話  | Girl... You'll Be a Woman, Soon       |
| 2022/02/23 | バットウーマン               | シーズン3  | 第12話 | We're All Mad Here                    |
| 2022/02/23 | レジェンド・オブ・トゥモロー | シーズン7  | 第12話 | Too Legit to Quit                     |
| 2022/03/01 | スーパーマン＆ロイス         | シーズン2  | 第6話  | Tried and True                        |
| 2022/03/02 | バットウーマン               | シーズン3  | 第13話 | We Having Fun Yet?                    |
| 2022/03/02 | レジェンド・オブ・トゥモロー | シーズン7  | 第13話 | Knocked Down, Knocked Up              |
| 2022/03/08 | スーパーマン＆ロイス         | シーズン2  | 第7話  | Anti-Hero                             |
| 2022/03/09 | フラッシュ                   | シーズン8  | 第6話  | Impulsive Excessive Disorder          |
| 2022/03/16 | フラッシュ                   | シーズン8  | 第7話  | Lockdown                              |
| 2022/03/22 | スーパーマン＆ロイス         | シーズン2  | 第8話  | Into Oblivion                         |
| 2022/03/23 | フラッシュ                   | シーズン8  | 第8話  | The Fire Next Time                    |
| 2022/03/29 | スーパーマン＆ロイス         | シーズン2  | 第9話  | 30 Days and 30 Nights                 |
| 2022/03/30 | フラッシュ                   | シーズン8  | 第9話  | Phantoms                              |
| 2022/04/06 | フラッシュ                   | シーズン8  | 第10話 | Reckless                              |
| 2022/04/13 | フラッシュ                   | シーズン8  | 第11話 | Resurrection                          |
| 2022/04/26 | スーパーマン＆ロイス         | シーズン2  | 第10話 | Bizarros in a Bizarro World           |
| 2022/04/27 | フラッシュ                   | シーズン8  | 第12話 | Death Rises                           |
| 2022/05/03 | スーパーマン＆ロイス         | シーズン2  | 第11話 | Truth and Consequences                |
| 2022/05/04 | フラッシュ                   | シーズン8  | 第13話 | Death Falls                           |
| 2022/05/11 | フラッシュ                   | シーズン8  | 第14話 | Funeral for a Friend                  |
| 2022/05/18 | フラッシュ                   | シーズン8  | 第15話 | Into the Still Force                  |
| 2022/05/25 | フラッシュ                   | シーズン8  | 第16話 | The Curious Case of Bartholomew Allen |
| 2022/05/31 | スーパーマン＆ロイス         | シーズン2  | 第12話 | Lies That Bind                        |
| 2022/06/07 | スーパーマン＆ロイス         | シーズン2  | 第13話 | All Is Lost                           |
| 2022/06/08 | フラッシュ                   | シーズン8  | 第17話 | Keep It Dark                          |
| 2022/06/15 | フラッシュ                   | シーズン8  | 第18話 | The Man in the Yellow Tie             |
| 2022/06/21 | スーパーマン＆ロイス         | シーズン2  | 第14話 | Worlds War Bizarre                    |
| 2022/06/22 | フラッシュ                   | シーズン8  | 第19話 | Negative, Part One                    |
| 2022/06/28 | スーパーマン＆ロイス         | シーズン2  | 第15話 | Waiting for Superman                  |
| 2022/06/29 | フラッシュ                   | シーズン8  | 第20話 | Negative, Part Two                    |

## 展開⑪｜2022.08–2023.06（フラッシュ完結）

### 作品
| リリース                | 作品名                            | 形式               |
| ----------------------- | --------------------------------- | ------------------ |
| 2022/08/31 - 2022/12/07 | スターガール〈シーズン3〉         | 実写テレビシリーズ |
| 2023/02/08 - 2023/05/24 | THE FLASH/フラッシュ〈シーズン9〉 | 実写テレビシリーズ |
| 2023/03/14 - 2023/06/27 | スーパーマン＆ロイス〈シーズン3〉 | 実写テレビシリーズ |

### エピソード一覧
| 放送日     | 作品名               | シーズン数 | 話数   | タイトル                                                                       |
| ---------- | -------------------- | ---------- | ------ | ------------------------------------------------------------------------------ |
| 2022/08/31 | スターガール         | シーズン3  | 第1話  | Frenemies – Chapter One: The Murder                                            |
| 2022/09/07 | スターガール         | シーズン3  | 第2話  | Frenemies – Chapter Two: The Suspects                                          |
| 2022/09/14 | スターガール         | シーズン3  | 第3話  | Frenemies – Chapter Three: The Blackmail                                       |
| 2022/09/21 | スターガール         | シーズン3  | 第4話  | Frenemies – Chapter Four: The Evidence                                         |
| 2022/10/05 | スターガール         | シーズン3  | 第5話  | Frenemies – Chapter Five: The Thief                                            |
| 2022/10/12 | スターガール         | シーズン3  | 第6話  | Frenemies – Chapter Six: The Betrayal                                          |
| 2022/10/19 | スターガール         | シーズン3  | 第7話  | Frenemies – Chapter Seven: Infinity Inc. Part One                              |
| 2022/10/26 | スターガール         | シーズン3  | 第8話  | Frenemies – Chapter Eight: Infinity Inc. Part Two                              |
| 2022/11/02 | スターガール         | シーズン3  | 第9話  | Frenemies – Chapter Nine: The Monsters                                         |
| 2022/11/09 | スターガール         | シーズン3  | 第10話 | Frenemies – Chapter Ten: The Killer                                            |
| 2022/11/16 | スターガール         | シーズン3  | 第11話 | Frenemies – Chapter Eleven: The Haunting                                       |
| 2022/11/30 | スターガール         | シーズン3  | 第12話 | Frenemies – Chapter Twelve: The Last Will and Testament of Sylvester Pemberton |
| 2022/12/07 | スターガール         | シーズン3  | 第13話 | Frenemies – Chapter Thirteen: The Reckoning                                    |
| 2023/02/08 | フラッシュ           | シーズン9  | 第1話  | Wednesday Ever After                                                           |
| 2023/02/15 | フラッシュ           | シーズン9  | 第2話  | Hear No Evil                                                                   |
| 2023/02/22 | フラッシュ           | シーズン9  | 第3話  | Rogues of War                                                                  |
| 2023/03/01 | フラッシュ           | シーズン9  | 第4話  | The Mask of the Red Death, Part 1                                              |
| 2023/03/08 | フラッシュ           | シーズン9  | 第5話  | The Mask of the Red Death, Part 2                                              |
| 2023/03/14 | スーパーマン＆ロイス | シーズン3  | 第1話  | Closer                                                                         |
| 2023/03/15 | フラッシュ           | シーズン9  | 第6話  | The Good, the Bad, and the Lucky                                               |
| 2023/03/21 | スーパーマン＆ロイス | シーズン3  | 第2話  | Uncontrollable Forces                                                          |
| 2023/03/28 | スーパーマン＆ロイス | シーズン3  | 第3話  | In Cold Blood                                                                  |
| 2023/03/29 | フラッシュ           | シーズン9  | 第7話  | Wildest Dreams                                                                 |
| 2023/04/04 | スーパーマン＆ロイス | シーズン3  | 第4話  | Too Close to Home                                                              |
| 2023/04/05 | フラッシュ           | シーズン9  | 第8話  | Partners in Time                                                               |
| 2023/04/11 | スーパーマン＆ロイス | シーズン3  | 第5話  | Head On                                                                        |
| 2023/04/25 | スーパーマン＆ロイス | シーズン3  | 第6話  | Of Sound Mind                                                                  |
| 2023/04/26 | フラッシュ           | シーズン9  | 第9話  | It's My Party and I'll Die If I Want To                                        |
| 2023/05/02 | スーパーマン＆ロイス | シーズン3  | 第7話  | Forever and Always                                                             |
| 2023/05/03 | フラッシュ           | シーズン9  | 第10話 | A New World, Part One                                                          |
| 2023/05/09 | スーパーマン＆ロイス | シーズン3  | 第8話  | Guess Who's Coming to Dinner                                                   |
| 2023/05/10 | フラッシュ           | シーズン9  | 第11話 | A New World, Part Two                                                          |
| 2023/05/17 | フラッシュ           | シーズン9  | 第12話 | A New World, Part Three                                                        |
| 2023/05/23 | スーパーマン＆ロイス | シーズン3  | 第9話  | The Dress                                                                      |
| 2023/05/24 | フラッシュ           | シーズン9  | 第13話 | A New World, Part Four                                                         |
| 2023/05/30 | スーパーマン＆ロイス | シーズン3  | 第10話 | Collision Course                                                               |
| 2023/06/06 | スーパーマン＆ロイス | シーズン3  | 第11話 | Complications                                                                  |
| 2023/06/20 | スーパーマン＆ロイス | シーズン3  | 第12話 | Injustice                                                                      |
| 2023/06/27 | スーパーマン＆ロイス | シーズン3  | 第13話 | What Kills You Only Makes You Stronger                                         |

## 劇中設定

### 世界観

#### マルチバース
無数の「アース」と称されるユニバースの集合体。無数のアースはそれぞれ異なる周波数で振動している。アースとアースの関係性は並行世界であり、あるアースの存在とよく似た別のアースの存在のことは「ドッペルゲンガー」と称される。
あるアースで歴史改変や現実改変が起きても、その影響はそのアース内に留まり、他のアースには及ばない。例えば、アース1でフラッシュポイントが起きてもアース2の住人であるハリーはその影響を受けず、アース1が現実改変されてオリバーとバリーの人生が入れ替わってもアース38の住人であるカーラは二人を正しく認識できた。
アースの中には、アローバースに属すものとしては制作されていないDCコミックス作品の世界もある。ただし、そのアースとそのDCコミックス作品の実際の舞台が厳密に同一の世界とは限らない。例えば、クライシス・オン・インフィニット・アース以前の「アース9」は実写テレビシリーズ『タイタンズ』の世界ではあるが、舞台ではない。また、アローバースでは「アース167」の物語と設定されている実写テレビシリーズ『SMALLVILLE/ヤング・スーパーマン』は、当の作品ではアローバースのものと異なるマルチバースの世界観を見せている。

##### クライシス・オン・インフィニット・アース以前のアース
マルチバースについて初めて言及された『THE FLASH/フラッシュ』シーズン2で52個のアースの存在が明らかとなり、クロスオーバー・イベント『クライシス・オン・アースX』で53個目のアース（アースX）が、その後100個を超えるアースが確認された。
| アース名  | 概要 | 最初の出現・示唆                               |
| --------- | --- | ---------------------------------------------- |
| アース1   | マルチバースの中心的なアース。詳細は後述。                                                                    | アロー〈シーズン1〉第1話                       |
| アース2   | アース1とは色々なものが逆転した世界。詳細は後述。                                                             | フラッシュ〈シーズン2〉                        |
| アース3   | ジェイ・ギャリック版フラッシュが活躍する世界。詳細は後述。                                                    | フラッシュ〈シーズン2〉                        |
| アース9   | 2018年開始の実写テレビシリーズ『タイタンズ』（TITANS）の世界。詳細は後述。                                    | クライシス・オン・インフィニット・アース       |
| アース12  | ハリソン・ウォルフガング・ウェルズの故郷。2011年公開の実写映画『グリーン・ランタン』（GREEN LANTERN）の世界。 | フラッシュ〈シーズン4〉                        |
| アース13  | 灰色のウェルズの故郷。魔法に満ちた世界。ナッシュの養子のマヤが事故で命を落とした。                            | フラッシュ〈シーズン4〉                        |
| アース15  | 1986年に滅亡したとされる世界。詳細は後述。                                                                    | フラッシュ〈シーズン4〉                        |
| アース16  | デスストロークがスター・シティを支配した世界。詳細は後述。                                                    | レジェンド・オブ・トゥモロー〈シーズン1〉第6話 |
| アース17  | スチームパンク風のゴーグルの付いたシルクハットを被ったウェルズの故郷。                                        | フラッシュ〈シーズン3〉                        |
| アース18  | クライシス・オン・インフィニット・アースが起きた時点で使用できるラザラス・ピットがあった世界。                | クライシス・オン・インフィニット・アース       |
| アース19  | 次元間の移動をコレクターズが取り締まっている世界。詳細は後述。                                                | フラッシュ〈シーズン3〉                        |
| アース22  | ウェルズ2.0の故郷。人類がサイボーグ化している過酷な世界。                                                     | フラッシュ〈シーズン4〉                        |
| アース24  | サニー・ウェルズの故郷。                                                                                      | フラッシュ〈シーズン4〉                        |
| アース25  | H.P.ウェルズの故郷。                                                                                          | フラッシュ〈シーズン4〉                        |
| アース38  | 『SUPERGIRL/スーパーガール』の主な舞台。詳細は後述。                                                          | スーパーガール〈シーズン1〉第1話               |
| アース47  | H・ロザリオ・ウェルズの故郷。ドラゴンの牧場がある。                                                           | フラッシュ〈シーズン4〉                        |
| アース66  | 実写テレビシリーズ『怪鳥人間バットマン』（BATMAN）の世界。                                                    | スーパーガール〈シーズン5〉第9話               |
| アース74  | レジェンズが解散した世界。                                                                                    | クライシス・オン・インフィニット・アース       |
| アース75  | スーパーマンをアース38のレックスに殺された世界。                                                              | クライシス・オン・インフィニット・アース       |
| アース76  | 1976年開始の実写テレビシリーズ『ワンダーウーマン』（Wonder Woman）の世界。                                    | Paragons Rising                                |
| アース85  | 3人のスーパーマンやキャプテン・マーベルなど、大勢のヒーローがアンチモニターと戦った世界。                     | Paragons Rising                                |
| アース89  | 1989年公開の実写映画『バットマン』（BATMAN）の世界。詳細は後述。                                              | スーパーガール〈シーズン5〉第9話               |
| アース90  | 1990年開始の実写テレビシリーズ『超音速ヒーロー ザ・フラッシュ』（THE FLASH）の世界。詳細は後述。              | フラッシュ〈シーズン2〉第13話                  |
| アース96  | 2006年公開の実写映画『スーパーマン リターンズ』（SUPERMAN RETURNS）の世界。詳細は後述。                       | クライシス・オン・インフィニット・アース       |
| アース99  | ブルース・ウェインが希望を失い、暴力による正義の道を選んだ世界。                                              | クライシス・オン・インフィニット・アース       |
| アース167 | 2001年開始の実写テレビシリーズ『SMALLVILLE/ヤング・スーパーマン』（SMALLVILLE）の世界。                       | クライシス・オン・インフィニット・アース       |
| アース203 | 2002年開始の実写テレビシリーズ『ゴッサム・シティ・エンジェル』（Birds of Prey）の世界。                       | クライシス・オン・インフィニット・アース       |
| アース221 | シャーローク・ウェルズの故郷。感謝祭が存在しない。                                                            | フラッシュ〈シーズン5〉                        |
| アース666 | 2016年開始の実写テレビシリーズ『LUCIFER/ルシファー』（LUCIFER）の世界。                                       | クライシス・オン・インフィニット・アース       |
| アース719 | ナッシュの養子のマヤの故郷。                                                                                  | フラッシュ〈シーズン6〉                        |
| アースD   | 民族的多様性に富んだヒーローチーム〈ジャスティス・アライアンス〉が活躍する世界。                              | Paragons Rising                                |
| アースF   | 1941年開始のアニメ映画シリーズ『スーパーマン』（SUPERMAN）の世界。                                            | Paragons Rising                                |
| アースN52 | 原作コミックスの「The New 52」期風のヒーローたちが活躍する世界。                                              | Paragons Rising                                |
| アースX   | ナチスに支配された世界。詳細は後述。                                                                          | クライシス・オン・アースX                      |
| 名称不明  | 2013年開始のシェアード・ユニバース『DCエクステンデッド・ユニバース』の世界。                                  | クライシス・オン・インフィニット・アース       |
| 名称不明  | 『ブラックライトニング』の主な舞台。詳細は後述。                                                              | ブラックライトニング〈シーズン1〉第1話         |
| 名称不明  | ストレンジャーの故郷。詳細は後述。                                                                            | スーパーマン＆ロイス〈シーズン1〉              |

アース1
　『ARROW/アロー』『THE FLASH/フラッシュ』『レジェンド・オブ・トゥモロー』『BATWOMAN/バットウーマン』『VIXEN/ビクセン』の主な舞台。
　マルチバースの中心的なアース。スーパーヒーローたちの台頭とともに、メタヒューマンの誕生や宇宙人の襲来など、様相の急速な変化を見せている。
フラッシュポイント
　バリー・アレンが時間を遡り、母親がイオバード・ソーンに殺されるのを食い止めたことで生じた別の時間軸。
　キッド・フラッシュを始めとする本来の時間軸には存在しないメタヒューマンが複数存在している。チームフラッシュは全員とも異なる人生を送っており、お互いの接点を殆ど持っていない。
　過ちに気づいたバリーが元の時間軸に戻そうとイオバード・ソーンに母親を殺し直させたが、完全には戻らず、バリーにジュリアン・アルバートという嫌味な同僚ができ、ジョーとアイリスが絶縁状態になり、シスコの兄が交通事故で他界し、ケイトリンがキラーフロストの力を手に入れ、サラ・ディグルの存在が消え、ジョン・ディグルに息子 JJができた。
ドゥームワールド
　リージョン・オブ・ドゥームが「運命の槍」の力で現実を歪めて創り出した世界。
　イオバード・ソーンは世界的に高名な科学者兼事業家となり、ダミアン・ダークはスター・シティの市長の座につき、マルコム・マーリンは本来の地位と家庭を取り戻している。一方、レジェンズはイオバードの部下やダミアンの手先といった以前とまったく異なる人生を送り、レジェンズ以外のヒーローたちはヒーローとしてリージョンに殺害されている。
エルスワールド
　「運命の書」によって現実を創り変えられた世界。
　クロスオーバー・イベント『エルスワールド』では、ジョン・ディーガンの手でアース１の現実が二度書き換えられ、一度目はオリバー・クイーンとバリー・アレンの人生が入れ替わり、二度目はジョン・ディーガン自身がスーパーマンに生まれ変わった。

アース2
　ハリー・ウェルズの故郷。
　アース1ではヒーローの人物がヴィランであったり、アース1では亡くなっている人物が生きていたりと、所々がアース1と逆転している。その一方で、ゴリラ・シティやアトランティスが存在するなど、アース1以上に原作コミックスの正史世界と似た部分を備えている。
　そのほか、特徴には「科学文明が進んでいて、S.T.A.R.ラボが正常に稼働している」「テレビやPCのモニターが基本的に横長ではなく縦長である」「交際相手に別れを伝える際に『さよならキューブ』なる物を使う文化がある」「アメリカ大陸戦争という戦争が勃発した」などがある。

アース3
　アース1のヘンリー・アレンのドッペルゲンガーであるジェイ・ギャリックのフラッシュが活躍する世界。
　余談だが、原作コミックスではジェイ・ギャリックの活躍する世界の方がアース2であり、アース3は逆転世界の方である。

アース9
　2018年開始のDC Universe／HBO Maxの実写テレビシリーズ『タイタンズ』（TITANS）の世界。
　クロスオーバー・イベント『クライシス・オン・インフィニット・アース』では、世界の消滅とともに眩い光に包まれるジェイソン・トッド／ロビン（演：カラン・ウォルターズ）とハンク・ホール／ホーク（演：アラン・リッチソン）の姿が描かれた。なお、該当シーンは新規撮影したものではなく、元々はシーズン1 最終話として作られていたが最終的にシーズン2 第1話に作り変えられた『タイタンズ』のエピソード「トライゴン」の未使用シーンを流用している。

アース15
　1986年に滅亡したとされる世界。
　チームフラッシュがニール・ボーマン／フォールアウトの放出する大量の放射線を処理する際に利用した。
　余談だが、原作コミックスのアース15はスーパーボーイ・プライムの手によって滅亡した世界である。

アース16
　デスストロークを継いだグラント・ウィルソンがグリーンアローを倒し、スター・シティを支配した世界。
　アース1とよく似ているが、コナー・ホークの本名がジョン・ディグル・ジュニアであったり、グラント・ウィルソンの年齢がかなり若かったりと、明らかな相違点がある。
　『レジェンド・オブ・トゥモロー』シーズン1 第6話「Star City 2046」で偶然にもこのアースに訪れたレジェンズは、このアースを未来のアース1であると誤認した。
　アース番号「16」は、上述の「Star City 2046」が第1シーズンの6番目のエピソードであったことと、2016年に放送されたことに因む。

アース19
　H.R.ウェルズの故郷。
　過去に他のアースに攻撃された歴史から次元間の移動が違法となっており、次元間の移動をアクセラレイテッドマンという赤いスピードスターやバイブ能力者たちの所属する組織〈コレクターズ〉が厳しく取り締まっている。
　そのほか、特徴には「ワールド・ウォーMと呼ばれる、アース19のフラッシュとメタヒューマンたちとの最終決戦があった」「アル・カポネが副大統領になったことがあり、彼にまつわる不幸な出来事を機に賭け事が禁じられている」「プラストイドなる存在との戦いでコーヒー豆が絶滅し、ゼラチン質の食品がプラストイドに似ているという理由で禁止となっている」「ヘルビンクという三角形の硬貨が流通している」「100ドルにあたる単位に『エイブ・リンカーン』が用いられている」「『さよならキューブ』に似た『ごめんねキューブ』がある」「1・1・1デーという祭日がある」などがある。

アース38
　『SUPERGIRL/スーパーガール』の主な舞台。
　アース番号「38」は、原作コミックスでスーパーマンが初登場した年「1938」に因む。
　この世界のアメリカ合衆国は、地球上に宇宙からの移民を数多く受け入れているが、同時に宇宙人に対するヘイトクライムなどの社会問題を抱えている。

アース89
　1989年公開の実写映画『バットマン』（BATMAN）の世界。
　アース番号「89」は、同作の公開年「1989」に因む。
　クロスオーバー・イベント『クライシス・オン・インフィニット・アース』では、アレクサンダー・ノックス（演：ロバート・ウール）の持つ新聞紙から、死亡したはずのジョーカーが復活しているらしいことが示唆された。
　なお、実写映画『バットマン』には複数の続編・関連作（1992年公開の実写映画『バットマン リターンズ』、1995年公開の実写映画『バットマン フォーエヴァー』、1997年公開の実写映画『バットマン & ロビン Mr.フリーズの逆襲』、2002年開始の実写テレビシリーズ『ゴッサム・シティ・エンジェル』、2004年公開の実写映画『キャットウーマン』）があるが、『ゴッサム・シティ・エンジェル』の世界は公式に「アース203」と設定されていて、『バットマン フォーエヴァー』と『バットマン & ロビン Mr.フリーズの逆襲』の世界は『バットマン』と『バットマン リターンズ』の原案を手掛けたサム・ハムからは「アース97」と見なされているため、『バットマン』と世界観を厳密に同じくしているのは『バットマン リターンズ』のみとされる。
　クロスオーバー・イベント『クライシス・オン・インフィニット・アース』の放送が終わった後には、サム・ハムが『バットマン リターンズ』の正統続編として脚本を手掛けるコミック『BATMAN '89』が刊行されることと、実写映画『ザ・フラッシュ』に『バットマン』及び『バットマン リターンズ』と同じくマイケル・キートンが演じるブルース・ウェイン／バットマンが登場することが発表された。

アース90
　1990年開始のCBSの実写テレビシリーズ『超音速ヒーロー ザ・フラッシュ』（THE FLASH）の世界。
　アース番号「90」は、同作の放送開始年「1990」に因む。
　アース1のヘンリー・アレンやアース3のジェイ・ギャリックと瓜二つの外見のバリー・アレン／フラッシュが活躍している。
　この世界のジョン・ディグルは「指輪」を身につけていたらしい。

アース96
　1978年公開の実写映画『スーパーマン』及び1980年公開の実写映画『スーパーマンII』から続く物語である、2006年公開の実写映画『スーパーマン リターンズ』（SUPERMAN RETURNS）の世界。
　クラーク・ケント／スーパーマンがコミック『キングダム・カム』と類似した出来事を経験しており、スーパーマンの紋章の背景色が黒色に変わっている。
　アース番号「96」は、コミック『キングダム・カム』の出版年「1996」に因む。
　『スーパーマン リターンズ』は1983年公開の実写映画『スーパーマンIII』、1984年公開の実写映画『スーパーガール』、1987年公開の実写映画『スーパーマンIV』とは繋がっていないはずの作品だが、クロスオーバー・イベント『クライシス・オン・インフィニット・アース』の際、クラークは正気を失い自分の分身と戦うという『スーパーマンIII』のような体験を過去にしたことがあると話していた。

アースX
　クロスオーバー・イベント『クライシス・オン・アースX』と『フリーダム・ファイターズ：ザ・レイ』の物語に大きく関わる53個目のアース。
　原子爆弾をどこよりも先に完成させ、躊躇わずに使用し、第二次世界大戦に勝利したナチスによって支配された世界で、その悲惨さから誰も近寄らないために数に含められていない。この世界のアローとスーパーガールはナチスの圧制者である。アドルフ・ヒトラーは1994年に自然死した模様。
　余談だが、原作コミックスではアースXは10番目のアースであり、既知の52個に含まれないアースというのは『バットマン：メタル』（Dark Nights:　Metal）に登場した悪のヒーローたちの出身アースに用いられている設定である。

ブラックライトニングのユニバース
　正式なアース名は不明。『ブラックライトニング』の主な舞台。
　グリーンライトという薬物によって、若者がメタヒューマンと化す事件が発生している。

ストレンジャーのユニバース
　正式なアース名は不明。ストレンジャーの故郷。
　黒いスーツの邪悪なスーパーマンによって人々が蹂躙されている。

##### クライシス・オン・インフィニット・アース後のアース
すべてのアースがクライシス・オン・インフィニット・アースで消滅した後、ヒーローたちの活躍によって新たなアースが誕生した。
| アース名         | 概要                                                                                    | 最初の出現・示唆                         |
| ---------------- | --------------------------------------------------------------------------------------- | ---------------------------------------- |
| アース・プライム | マルチバースの中心的なアース。詳細は後述。                                              | クライシス・オン・インフィニット・アース |
| アース2          | 『スターガール』の主な舞台。詳細は後述。                                                | クライシス・オン・インフィニット・アース |
| アース9          | 2018年開始の実写テレビシリーズ『タイタンズ』（TITANS）の世界。詳細は後述。              | クライシス・オン・インフィニット・アース |
| アース12         | 2011年公開の実写映画『グリーン・ランタン』（GREEN LANTERN）の世界。                     | クライシス・オン・インフィニット・アース |
| アース19         | 2019年開始の実写テレビシリーズ『スワンプシング』（SWAMP THING）の世界。                 | クライシス・オン・インフィニット・アース |
| アース21         | 2019年開始の実写テレビシリーズ『ドゥーム・パトロール』（DOOM PATROL）の世界。           | クライシス・オン・インフィニット・アース |
| アース96         | 2006年公開の実写映画『スーパーマン リターンズ』（SUPERMAN RETURNS）の世界。詳細は後述。 | クライシス・オン・インフィニット・アース |
| 名称不明         | 『スーパーマン＆ロイス』の主な舞台。詳細は後述。                                        | スーパーマン＆ロイス〈シーズン1〉        |

アース・プライム
　『ARROW/アロー』『THE FLASH/フラッシュ』『レジェンド・オブ・トゥモロー』『SUPERGIRL/スーパーガール』『BATWOMAN/バットウーマン』『ブラックライトニング』の主な舞台。
　クライシス・オン・インフィニット・アース以前のアース1、アース2、アース38、ブラックライトニングのアースなど、複数のアースの要素を合わせ持つ。ギデオン曰く、以前とは3兆7250億箇所の相違点がある。
　他のアースとは2020年時点で接触しておらず、住人たちは他のアースの存在を認識していない。旧マルチバースにおける「アース2のズームの襲来」は「特異点より生まれたズームの襲来」に、「アースXのナチスの襲撃」は「時間移動ナチスのクローン軍団の襲撃」になっている。
　マルチバース新生の瞬間に立ち会ったパラゴンなどの極一部を除き、住民たちは旧マルチバースの記憶を保持していない。ただし、後天的に旧マルチバースの記憶を得ることはできる。また、クライシス・オン・インフィニット・アースを生き延びた旧マルチバースの住人も少数いるが、アース・プライムのドッペルゲンガーとは共存できない運命にある。
ルームワールド
　運命の三女神が「運命の機織り機」を使って現実を創り変え、人類を支配した世界。
リバース・フラッシュポイント
　イオバード・ソーンが時空を改変して創り出した世界。

アース2
　『スターガール』の主な舞台。
　逆転世界だったクライシス・オン・インフィニット・アース以前のアース2とは異なり、ズームの成りすましではない正真正銘のジェイ・ギャリックが存在し、原作コミックスのアース2と同じようにジャスティス・ソサエティ・オブ・アメリカが活躍している。

アース9
　2018年開始のDC Universe／HBO Maxの実写テレビシリーズ『タイタンズ』（TITANS）の世界。
　クロスオーバー・イベント『クライシス・オン・インフィニット・アース』でこのアースが紹介された際に『タイタンズ』の本編シーンが流れていたため、クライシス・オン・インフィニット・アース以前のアース9とは歴史が若干異なる模様。

アース96
　2006年公開の実写映画『スーパーマン リターンズ』（SUPERMAN RETURNS）の世界。
　クライシス・オン・インフィニット・アース以前のアース96とは異なり、スーパーマンの紋章の背景色が黒色ではなく従来と同じ黄色であるため、『キングダム・カム』のような出来事が起きていないことがうかがえる。

スーパーマン＆ロイスのユニバース
　正式なアース名は不明。『スーパーマン＆ロイス』の主な舞台。
　アース・プライムとよく似ているが、スーパーパワーを持つヒーローはスーパーマンしか存在しない。

#### 異次元
人々の住む世界とは異なる次元。
アンチマター・ユニバース
　正物質宇宙であるマルチバースとは対極の反物質宇宙。

スピードフォース
　超次元に存在する運動エネルギーで、フラッシュを始めとするスピードスターたちの力の源。内部では幻影のように様々なものが現れる。

ネガティブ・スピードフォース
　イオバード・ソーン／リバースフラッシュによって生み出された、負のスピードフォース。内部にいると歴史改変の影響を受けずに済む。

ポケット・ディメンション
　クリフォード・デヴォーなどが瞬間移動を行なう際に用いる空間。

ファントム・ゾーン
　時の流れが異なる異次元。クリプトン人が囚人を収容するのに使っていた。

五次元
　ミクシィズピトルクらの住む世界。

バニシング・ポイント
　時間軸の外に存在する空間。タイム・マスターズが拠点として用いていた。
　クライシス・オン・インフィニット・アースですべてのアースが消滅した際には、パラゴンズが避難場所に用いた。

煉獄
　魂の牢獄と言われる世界。囚われる魂ごとに異なる煉獄がある。
　オリバー・クイーンの煉獄は、彼の戦いの始まりの地である絶海の孤島「リアン・ユー」（中国語で煉獄を意味する）だった。

地獄
　罪人が死後に堕ちる世界。
　アース1の地獄は悪魔たちが無数に住んでいるが、アース666の地獄は悪魔がルシファー・モーニングスターしかおらず、世界観も異なる。